# Omosessualità ed ebraismo

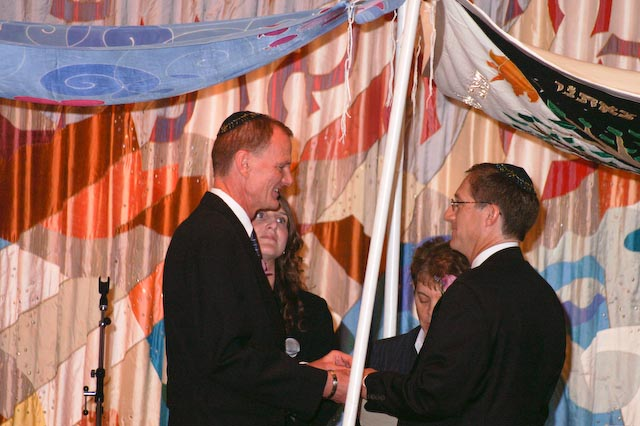
Cerimonia civile ebraica con la presenza del rabbino per una coppia di ebrei omosessuali (2008).

L'argomento dell'omosessualità nella religione ebraica affonda le sue radici nel Libro del Levitico il quale fa parte della Torah e che descrive i rapporti sessuali tra uomini un «abominio» (eivah, qualcosa di aborrito e detestato), che può essere punito con la pena di morte; sennonché ai giorni nostri non esiste alcun tribunale rabbinico (Halachah) che possa infliggere la sentenza prevista.
La questione è stata oggetto di contestazione e origine di dispute tra i moderni movimenti ebraici e ha condotto a numerosi dibattiti e divisioni. Tradizionalmente l'ebraismo considera il rapporto omosessuale maschile come contrario alla legge religiosa ed un tale parere viene ancora mantenuto in seno all'ebraismo ortodosso. D'altra parte l'ebraismo ricostruzionista e l'ebraismo riformato non hanno questa prospettiva e consentono le relazioni omosessuali e finanche il matrimonio tra persone dello stesso sesso.
Il "Committee on Jewish Law and Standards" dell'ebraismo conservatore il quale fino al 2006 ha avuto la stessa opinione degli ortodossi, ha recentemente emesso numerose proposizioni che seguono una filosofia del "pluralismo culturale", con un solo parere che continua a seguire la posizione ortodossa, mentre le altre opinioni sostanzialmente hanno liberalizzato la propria visione sull'argomento, pur continuando a considerare alcune specifiche attività sessuali come proibite.

## L'omosessualità nella Bibbia ebraica

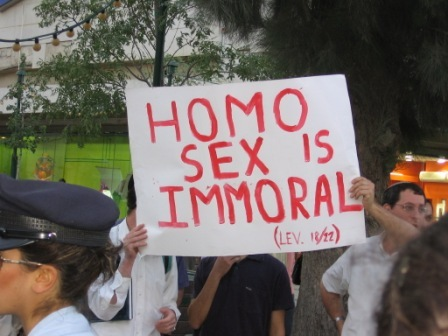
"Il sesso omosessuale è immorale" (Libro del Levitico 18:22), cartello apparso durante il Gay Pride tenutosi a Gerusalemme il 30 giugno 2005.

Il punto di vista tradizionale è che la Torah menziona l'omosessualità due volte nel Levitivo:
(- Levitico 18:22)
Il termine to'eva è normalmente tradotto come «abominio» ed è utilizzato all'interno del testo sacro in riferimento a diversi atti proibiti che includiono l'incesto, l'idolatria, il cibarsi di animali impuri e l'ingiustizia economica. Nel contesto delle proibizioni sessuali il termine della Torah è anche interpretatato come la contrazione delle parole to'eh ata vah, che significano «deviate da ciò che è naturale».
(- Levitico 20:13)
Il Libro del Deuteronomio 23:18 dice ai fedeli:
Questi è stato interpretato nel senso di un divieto ai figli d'Israele di servire nella prostituzione sacra all'interno del Tempio.
La storia di Rut e Naomi narrata nel Libro di Rut è anche interpretata occasionalmente come il racconto di una relazione lesbica, mentre la descrizione biblica del rapporto intercorrente tra Davide e Gionatan presente nel Primo libro dei Re è a volte interpretato come esempio di amicizia romantica maschile.

## Applicazione ebraica rabbinica e interpretazione di questi versetti

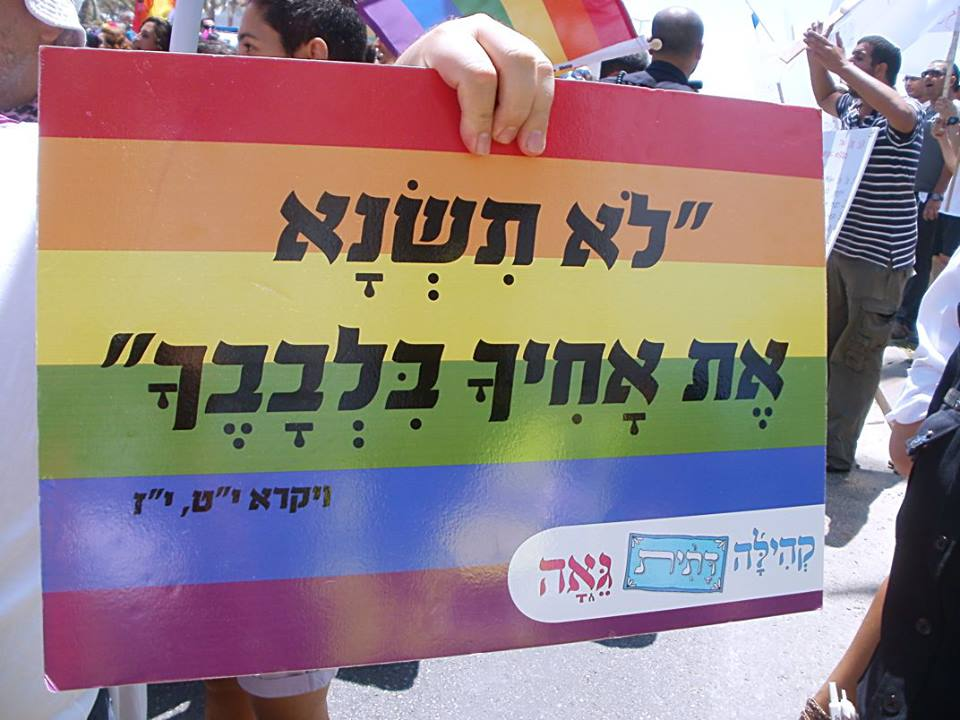
"Non odiare il tuo fratello nel tuo cuore" (Levitico 19;17) su un cartello con i colori della bandiera arcobaleno.

### Applicabilità della pena capitale biblica
Come accade anche per molti altri comandamenti simili la punizione dichiarata per la violazione volontaria è la pena di morte, anche se i minori di 13 anni sono esenti da questa così come da qualsiasi altra sanzione (Sanhedrin 54a). Tuttavia, anche nei tempi biblici, risultava essere assai difficoltoso ottenere una condanna a partire dalla prescrizione di una tale sanzione.
La legge orale ebraica afferma che la pena capitale sarebbe applicabile solo se due uomini fossero catturati nel compimento dell'atto del sesso anale, se vi fossero almeno due testimoni dell'atto, se i testimoni avessero avvertito gli uomini coinvolti che avevano commesso un reato capitale e se questi - volontariamente o in caso di stupro - avessero successivamente riconosciuto l'avvertimento ma continuato comunque ad impegnarsi nell'atto proibito.
Nella realtà documentata non vi è alcuna registrazione o rendiconto di esecuzioni avvenute, in materia di questo precetto, nel corso di tutta la storia ebraica.
La tradizione rabbinica conviene sul fatto il sistema della pena capitale presente nella Torah non è più in vigore da almeno 2.000 anni, in assenza di un Sinedrio e di un Terzo Tempio, rifacendosi invece alla proibizione del lo tikrevu legalot ervah (Levitico 18:6) - («non ti avvicinerai ad un consanguineo per commettere un'offesa sessuale») - per vietare tutti gli atti che possano condurre ad una relazione sessuale proibita la quale prescrive la punizione della fustigazione.
Le fonti ebraiche rabbiniche classiche non menzionano esplicitamente che l'attrazione omosessuale sia intrinsecamente peccaminosa; nonostante ciò chi ha avuto rapporti omosessuali viene considerato come uno che ha violato un divieto. Se la teshuvah (pentimento) fa cessare le sue azioni proibite, si rammarica di ciò che ha fatto, si scusa con Dio e rende una promessa vincolante di non ripetere mai più quelle azioni, è considerato come perdonato (in modo simile a tutti gli altri crimini capitali, salvo l'omicidio).

### Attività sessuale lesbica
Poiché il lesbismo non viene mai esplicitamente vietato in alcuna parte della Tanakh esso è diventato questione d'interpretazione. I suggerimenti vanno dall'idea che nei tempi antichi solo gli atti in cui gli uomini emettevano il seme venivano definiti come essere sessuali, all'ipotesi che in epoca biblica l'atteggiamento sessuale tra le donne non esistesse, alla convinzione che le norme religiose che si applicano agli uomini si applichino automaticamente anche alle donne.
Le relazioni sessuali tra donne sono tuttavia considerate proibite dalla maggior parte dei rabbini. Questa visione si basa su un'interpretazione del versetto biblico:
(- Libro del Levitico 18:3.)
La legge orale (Sifra Acharei Mot 8:8-9,  approfondimento in inglese. URL consultato il 29 marzo 2018 (archiviato dall'url originale il 5 maggio 2006).) spiega il versetto con le presunte abitudini egiziane di matrimoni tra donne, di matrimoni tra uomo, donna e figlia di lei e di matrimoni tra un uomo e due donne.
Il Talmud vieta tutte quelle attività che definisce "mesolelot" o tribadismo (donne che sfregano i genitali insieme). La principale preoccupazione talmudica era che quelle donne che avessero compiuto tali atti possedessero poi la facoltà di poter sposare un sacerdote. Rimaneva dubbio se questa attività avesse o meno rimosso il loro status di verginità o le avesse rese praticanti della prostituzione. Mosè Maimonide suggerisce che questo comportamento non debba squalificare una donna da non poterla più farla sposare con un rabbino. La legge talmudica limita la pena per il lesbismo alla flagellazione piuttosto che alla condanna capitale.

### Matrimonio tra persone dello stesso sesso nella Midrash e nel Talmud
Il Talmud babilonese è uno dei pochi testi religiosi antichi che fa riferimento al matrimonio gay:

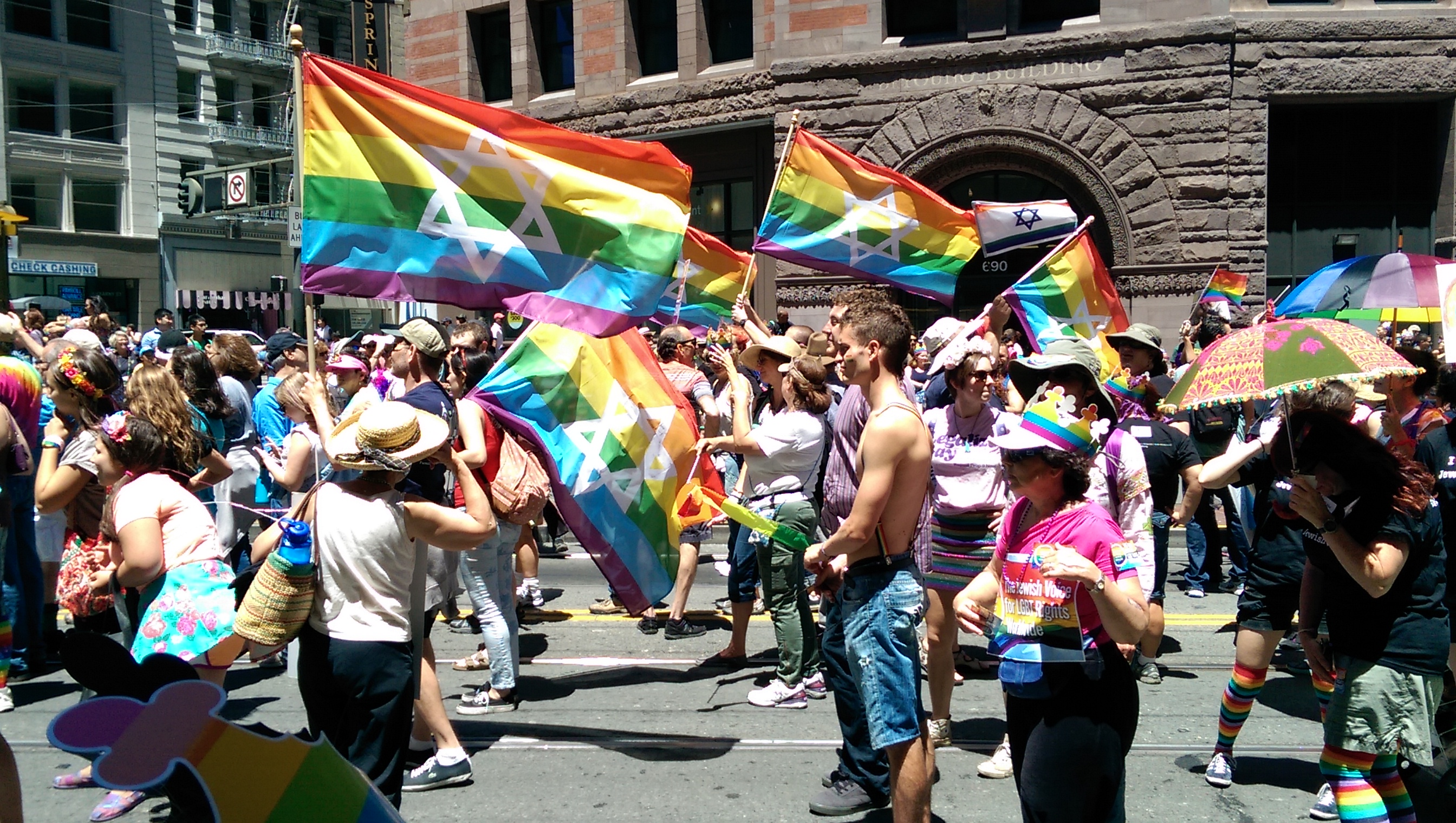
Partecipanti ebrei al Gay Pride di San Francisco nel 2014.

## Punti di vista dell'ebraismo ortodosso
Mentre all'interno della comunità ebraica ortodossa esistono varie opinioni sull'omosessualità come inclinazione o stato dell'essere, l'ebraismo ortodosso proibisce generalmente il comportamento omosessuale. Mentre vi è qualche disaccordo sul fatto che gli atti omosessuali maschili si trovino o meno sotto le principali proibizioni la maggior parte degli ebrei ortodossi mette il sesso anale nella categoria di "yehareg ve'al ya'avor" (morire piuttosto che trasgredire), ossia nella categoria degli atti vietati biblicamente e che comprendono anche l'adulterio, l'idolatria, l'omicidio e l'incesto. Un ebreo ortodosso è obbligata morire piuttosto che violare questi punti della legge mosaica.
Analogamente alcuni considerano anche il lesbismo una trasgressione, basandosi sul principio di "abizrayhu" (divieti corollari che richiedono il martirio, vedi abnegazione nella legge ebraica). Secondo il Talmud gli atti omosessuali sono proibiti anche tra i non ebrei e questo è incluso tra le restrizioni sessuali delle sette leggi di Noè.
Negli ultimi anni un piccolo numero di rabbini e credenti, principalmente aderenti al moderno ebraismo ortodosso, hanno iniziato a rivalutare il fenomeno dell'omosessualità e la risposta che la comunità ortodossa deve dare agli ebrei omosessuali. Fino a poco tempo fa veniva ipotizzato che tutti gli omosessuali realizzassero i loro comportamenti in disprezzo alla legge divina (le-hach'is), per perversione o a causa di malattia mentale. Una maggior dimestichezza con gli studi di Sociologia e di Biologia, così come contatti personali con omosessuali ebrei, ha condotto alcuni esponenti ortodossi ad una visione più comprensiva del problema.
Il processo ebbe inizio probabilmente fin dagli anni settanta. La vecchia interpretazione del problema omosessuale è descritta alla voce Homosexuality, curata dal rabbino Immanuel Jakobovits, nella versione originale (1972) dell'Encyclopaedia Judaica, un'importante opera in 26 volumi in lingua inglese che copre tutti gli aspetti del mondo e della civiltà ebraica. Jakobovits descrive in questo modo l'opinione tradizionale:
(- Immanuel Jakobovits, Encyclopedia Judaica, 1972.)
Nell'annuario 1974 dell'Encyclopedia, il rabbino Norman Lamm della Yeshiva University (una delle principali istituzioni dell'ebraismo ortodosso moderno), scrisse invece qualcosa di differente. Lamm era più informato delle ricerche scientifiche e psicologiche dei primi anni settanta sull'omosessualità. Egli, pur riconoscendo le parole della Torah che definiscono «abominio» l'omosessualità, sulla base delle proprie conoscenze, fu incline a considerarla come prodotto di una condizione psicologica dell'adolescenza in rapporti con la famiglia. Vista in questa maniera, l'omosessualità poteva essere ridefinita come un atto effettuato irrazionalmente e sarebbe stato sbagliato perseguitare o giudicare gli omosessuali per le loro azioni.
Meglio, sostenne Lamm, un approccio «sia di compassione che di sforzi tesi alla riabilitazione», in maniera simile a quello che già si faceva per il suicidio, vietato dalla Torah, «ma di fatto, nel corso del tempo, la tendenza è stata di rimuovere la stigmatizzazione a carico del suicida sulla base di un disturbo mentale». Questo punto di vista riportato nell'articolo del 1974 fu un'elaborazione di precedenti articoli, principalmente di quello pubblicato nell'edizione gennaio/febbraio 1968 di Jewish Life. ( Approfondimento, in italiano, sulle idee del rabbino Lamm e di altri studiosi ortodossi.. URL consultato il 6 aprile 2006 (archiviato dall'url originale il 10 maggio 2006).)
Lamm sostenne [12] che alcuni (anche se non tutti gli) omosessuali dovrebbero essere considerati malati e avrebbero di compassione e di cure, piuttosto che di ostracizzazione. Egli distingue tra sei varietà di omosessuali, tra cui "omosessuali autentici" che hanno "forti sentimenti erotici preferenziali per i membri dello stesso sesso", i "transitori" e i "situazionali" che preferiscono il rapporto sessuale eterosessuale ma che, quando questo gli viene negato cercano l'omosessualità ed infine gli eterosessuali che sono semplicemente curiosi.
Il punto di vista del rabbino Lamm ha, negli anni, acquisito credito nella moderna ortodossia ebraica, mentre viene ampiamente rifiutato dall'ortodossia Charedì (conosciuta anche come ebraismo ultra-ortodosso). La comunità vede in queste recenti rivalutazioni una manipolazione della legge ebraica per scopi politici e non mostra nessun segno di voler accettare l'omosessualità.
In un discorso pronunciato nel 1986 il rabbino Menachem Mendel Schneerson del movimento Chabad-Lubavitch ha discusso su quegli "individui che esprimono un'inclinazione verso una particolare forma di relazione fisica in cui la soddisfazione libidica viene ricercata con membri del proprio genere", concludendo che "la società e il governo devono offrire una mano d'aiuto a coloro che sono afflitti da questo problema".
Quando Steve Greenber - membro del "National Jewish Center for Learning and Leadership" (CLAL) - che ricevette l'ordinazione rabbinica ortodossa, annunciò pubblicamente nel 1999 che era omosessuale (è stato il primo rabbino ortodosso ad aver fatto coming out), vi fu una risposta significatva dai rabbini di tutte le comunità, che venne riportata nei maggiori giornali.
Il rabbino Moshe David TendlerMoshe, uno dei principali rabbino dell'"Università Yeshiva", ha dichiarato: "è molto triste che un individuo che ha partecipato alla nostra yeshiva sia affondato alle profondità di quello che consideriamo una società depravata". Tendler ha inoltre dichiarato che l'annuncio fatto da Greenberg è "esattamente come se avesse detto: sono un rabbino ortodosso e mangio panini al prosciutto allo Yom Kippur. Quello che tu sei in realtà è un rabbino dell'ebraismo riformato".

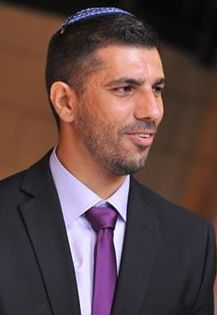
Ron Yosef è un rabbino ortodosso che ha aiutato a creare l'organizzazione israeliana "Hod", che rappresenta gli ebrei gay e lesbiche all'interno dell'ebraismo ortodosso; la sua organizzazione ha svolto un ruolo centrale nella recente rivalutazione del ruolo degli omosessuali religiosi nel movimento del sionismo religioso israeliano.

Il rabbino israeliano ortodosso Ron Yosef è diventato nel 2009 il primo rabbino ortodosso israeliano a fare coming out in Uvda (il principale programma televisivo investigativo di Israele), in un episodio relativo alla terapia di conversione in Israele. Yosef rimane nella sua posizione ufficiale di rabbì; egli ha testimoniato che la sua congregazione yemenita non lo ha accettato come un omosessuale molto facilmente e ci è voluto un po' per riuscire ad accettarlo. Ha affermato che la generazione più giovane di fedeli lo ha rafforzato e sostenuto, mentre quella più anziana ha avuto più difficoltà nell'accettarlo. Yosef ha ricevuto minacce di morte nell'anno che ha portato alla riapertura del centro gay di Tel Aviv nel 2009.
Nel 2013 Yosef ha dichiarato di aver stabilito una relazione con un uomo; ha dichiarato il suo approccio alla questione dell'omosessualità nell'ebraismo come segue: "è chiaro a me che il fatto di mentire con un altro uomo è vietato, e il nostro punto di partenza è l'impegno nei confronti dell'Halacha e della Torah, l'obiettivo non è quello di chiedere l'autorizzazione, ma ci si deve dare un aiuto e un sostegno".

### Documento israeliano dei principi del 2008 (Hod)
In una lettera aperta distribuita e direttamente rivolta ai leader delle comunità ortodosse l'organizzazione "Hod" ha invitato la comunità a riconoscere le persone LGBT come parte della società religiosa. Questo documento è stato inviato a oltre 100 rabbini nel 2008 e alla fine fu conosciuto come il "Documento dei Principi". In parte, il documento afferma:
... Si può consigliare una persona interessata a consultare un professionista qualificato di salute mentale, a condizione che siano fornite informazioni complete sul tipo di trattamento, sulle possibilità di successo e sui suoi rischi. Nessun trattamento deve essere considerato come ultimativo o esclusivo.
Un uomo omosessuale non può essere costretto al matrimonio, dal momento che il matrimonio non offre alcuna soluzione intrinseca a una persona che lotta con la sua sessualità... La capacità di sposarsi non è solo una richiesta ad adempiere la Mitzvah di crescere e moltiplicarsi, ma costituisce anche l'idoneità a gestire un rapporto sano e morale con il proprio coniuge.
A condizione che non pubblicizzi le proprie azioni, una persona che ha trasgredito il divieto di avere rapporti omosessuali non dovrebbe essere escluso dalla comunità religiosa. L'attività omosessuale (al contrario dell'orientamento omosessuale stesso) rimane però assolutamente proibita dalla Torah...
... Un omosessuale dovrebbe essere riconosciuto come membro pieno della comunità religiosa, sia nel comporre un minian (quorum di preghiera), nel consegnare la benedizione sacerdotale, nell'essere chiamato a testimoniare sopra la Torah o essere riconosciuto come un valido testimone - in questi e in qualsiasi altra materia non dovrebbe essere trattato in modo diverso da nessuna altra persona.
... È di grande importanza istituire gruppi di sostegno per gli omosessuali e queste devono essere considerate come un'organizzazione di beneficenza... Una politica del tutto o niente si oppone al modo di vivere Halachico. Ogni ebreo dovrebbe provare a rispettare la totalità dei comandamenti e fare tutto quello che può per essere il più attento possibile ai dettami della Torah".»
Fino al 2013 163 rabbini ortodossi provenienti da Israele e dall'estero hanno firmato questa dichiarazione, tra i quali: Yuval Cherlow, Binyamin Lau, Haim Navon,
Daniel Sperber, Eliezer Melamed, Shai Piron e Yehuda Gilad.

### Dichiarazione dei rabbini Schachter, Willig, Rosensweig e Twersky (2010)
Nel 2010 "TorahWeb.org" ha pubblicato una breve dichiarazione di posizione intitolata "Torah View on Homosexuality". Ne sono co-autori Rav Hershel Schachter, Rav Mordechai Willig, Rav Michael Rosensweig e Rav Mayer Twersky. Questi quattro sono tutti "Rosh yeshiva" (leader rabbinici) al "Rabbi Isaac Elchanan Theological Seminary" (RIETS) presso la Yeshiva University, il più grande e più influente programma rabbinico moderno ortodosso in America. La dichiarazione recita:
...ai giorni nostri si cerca di legittimare e accendere la pratica abominevole (toeiva) dell'omosessualità. Spaventosamente, noi che viviamo qui non solo siamo preoccupati, ma anche atipicamente e idealmente infetti. Non solo il nostro comportamento ma la nostra stessa Weltanschauung è stata compromessa e contaminata.
... Il comportamento omosessuale è assolutamente proibito e costituisce un abominio. Gli ebrei discreti, incondizionatamente impegnati in modo halachico, che non praticano l'omosessualità ma che sentono l'attrazione omosessuale dovrebbero essere sostenuti simpateticamente e con tutto il cuore. Essi possono essere ebrei meravigliosi, meritevoli del nostro amore, rispetto e sostegno. Dovrebbero essere incoraggiati a cercare una guida professionale. Inoltre, in una società non contaminata, la simpatia appropriata per i discorsi che sperimentano ma non agiscono sull'inclinazione è chiaramente distinta dall'identificazione pubblica svergognata della loro hara [tentazione] nei confronti di un comportamento proibito...
Quanto doloroso e triste è il forte contrasto tra l'atteggiamento chiaro che dovrebbe prevalere in una comunità pura e la confusione che esiste tra gli individui ben intenzionati all'interno delle nostre comunità... l'inclinazione non è considerata come una sfida di kevishas hayetzer (superando e mescolando gli impulsi per i comportamenti proibiti), ma piuttosto come un'alachia inquietante mancante di compassione, rachmanah litzlan [Dio lo proibisce].
... Inevitabilmente, per quanto riguarda l'omosessualità Talmud Torah [lo studio della Torah] ci mette in contrasto con la correttezza politica e il temperamento dei tempi. Tuttavia, dobbiamo essere onesti con noi stessi e con Hakadosh Baruch Hu [Dio], indipendentemente dalla correttezza politica, dalle considerazioni o dalle conseguenze".»

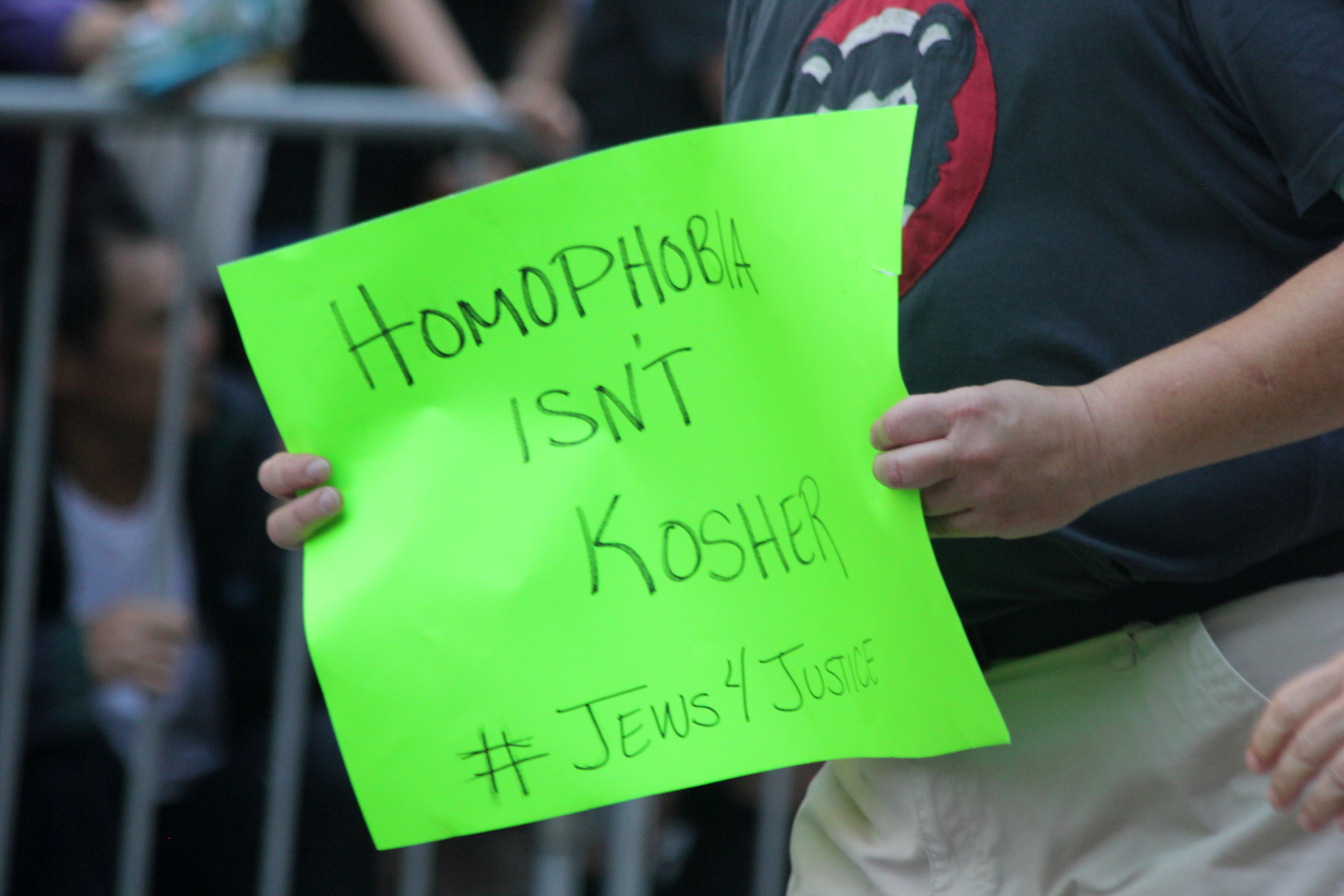
"L'omofobia non è casher".

### Dichiarazione pubblica di alcuni leader (luglio 2010)
Il 22 luglio 2010 è stata rilasciata una "Dichiarazione dei principi sul posto degli ebrei con un orientamento omosessuale nella nostra comunità". È stato scritto principalmente da Nathaniel Helfgot, Aryeh Klapper e Yitzchak Blau; i firmatari includono più di cento rabbini e laici. Alcuni dei sostenitori più importanti della dichiarazione sono Rabbi Marc Angel, co-fondatore della "Fratellanza Rabbinica"; Rabbi Shlomo Riskin, fondatore della "Sinagoga di Lincoln Square" e del movimento "Ohr Torah Stone"; da Rabbi Avi Weiss, capo dell'"Hebrew Institute of Riverdale" nonché fondatore di "Yeshivat Chovevei Torah" e sostenitore delle donne rabbino.
La dichiarazione chiarisce che l'attività omosessuale è ancora vietata, dicendo tra l'altro che "la Halakhah vede il matrimonio eterosessuale come modello ideale e unico legittimo sbocco per l'espressione sessuale umana"; "L'ebraismo halakhico vede tutte le interazioni omosessuali maschili e femminili come vietate"; inoltre "i valori halakhici consentono agli individui e alle comunità di incoraggiare le pratiche che conferiscono la legittimità religiosa al matrimonio gay e alla coppia". Tuttavia sottolinea che gli omosessuali devono essere trattati con compassione e rispetto. Alcuni dei punti dell'istruzione che si discostano dalle altre posizioni ortodosse comuni sono:
- Noi affermiamo il diritto religioso di coloro che hanno un orientamento omosessuale a respingere approcci terapeutici che considerano ragionevolmente inutili o pericolosi.
- Crediamo che la decisione di fare coming out sul proprio orientamento sessuale dovrebbe essere lasciata a tali individui che dovrebbero considerare i propri bisogni e quelli della comunità. Ci opponiamo per motivi etici e morali sia all'outing di individui che vogliono rimanere privati sia a costringere coloro che desiderano essere aperti sul loro orientamento a mantenerlo nascosto.
- Le comunità dovrebbero presentare la sensibilità, l'accettazione e il pieno abbraccio dei bambini adottati o biologici di ebrei omosessuali attivi nella sinagoga e nella scuola.
- Gli ebrei che hanno un orientamento esclusivamente omosessuale dovrebbero, nella maggior parte delle circostanze, non essere incoraggiati contro la loro volontà a sposare qualcuno dell'altro sesso.

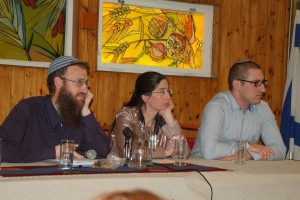
Incontro tra religiosi gay e lesbiche e rabbini promossa dall'associazione LGBT "Havruta".

### Edizione del 2016 firmata da alcuni rabbini ortodossi israeliani
Un decreto firmato da decine di rabbini ortodossi israeliani e pubblicato nel 2016 dal "Gruppo rabbinico moderno ortodosso israeliano" di Beit Hillel, un gruppo che promuove l'iclusione nell'ebraismo ortodosso, ha dichiarato che "secondo la Torah e l'Halakhah le relazioni omosessuali sono proibite, ma non le inclinazioni, quindi le persone con tali tendenze, uomini e donne, non hanno alcuna invalidità secondo l'Halakhah o la tradizione. Sono obbligati dai comandamenti della Torah, possono compiere un obbligo [rituale] in pubblico e svolgere tutte le funzioni della comunità proprio come qualsiasi altro membro".
Ha ha anche dichiarato in seguito: "proprio come è inconcepibile l'imitazione di qualcuno nel suo essere fisicamente, comportamentalmente o mentalmente diverso, così anche quelli con tendenze omosessuali non dovrebbe essere derisi. Al contrario, quelli intorno a loro - la famiglia e la comunità - dovrebbero mostrare un sentimento speciale per loro ed applicare così il comandamento della Torah che impone di amare il prossimo tuo come te stesso e di essere diligenti nel seguire il divieto di evitare qualsiasi forma di insulto o omofobia".

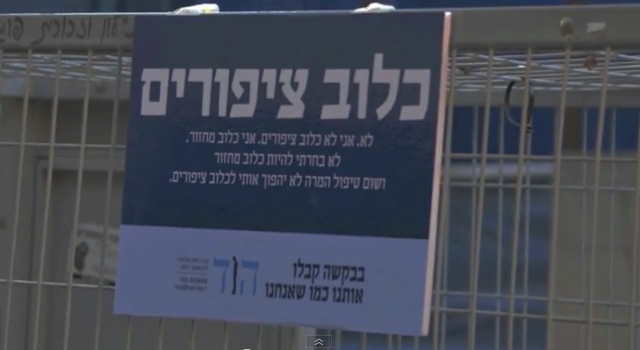
Cartello che dissuade dall'intraprendere la cosiddetta terapia riparativa, posizionato nei quartieri ortodossi (2013).

### Associazioni di ex-gay
"Jews Offering New Alternatives for Healing" (JONAH), precedentemente conosciuta come "Jews Offering New Alternatives to Homosexuality", è un movimento di cosiddetti
ex-gay che si concentra sulla "prevenzione, intervento e guarigione dei motivi che causano l'attrazione verso lo stesso sesso". Si tratta di un'organizzazione mondiale, ma con la maggioranza dei suoi aderenti negli Stati Uniti d'America, Israele, Canada e in alcuni paesi europei.
Essa utilizza una varietà di metodi psico-educativi, tra cui riunioni di gruppi di supporto dal vivo, servizi di email e siti web, rinvii a terapie psicologiche, programmi di fine settimana sulle esperienze fatte.
Nel 2012 4 ex clienti di JONAH hanno citato in giudizio l'organizzazione per truffa, sostenendo di aver venduto terapie inefficaci e controproducenti. Subito dopo, in quello stesso anno, il "Rabbinical Council of America" (RCA), un'associazione professionale di più di mille rabbini ortodossi in tutto il mondo, ha inviato un messaggio aperto ai suoi membri dichiarando che non avrebbe più sostenuto la terapia riparativa in generale e "JONAH" nello specifico.
Nel 2014 il giudice del tribunale superiore Peter Bariso ha stabilito che "JONAH" e i suoi co-imputati avrebbero dovuto pagare tre volte i costi intrapresi dai partecipanti per la terapia di cui, secondo loro, avevano bisogno.

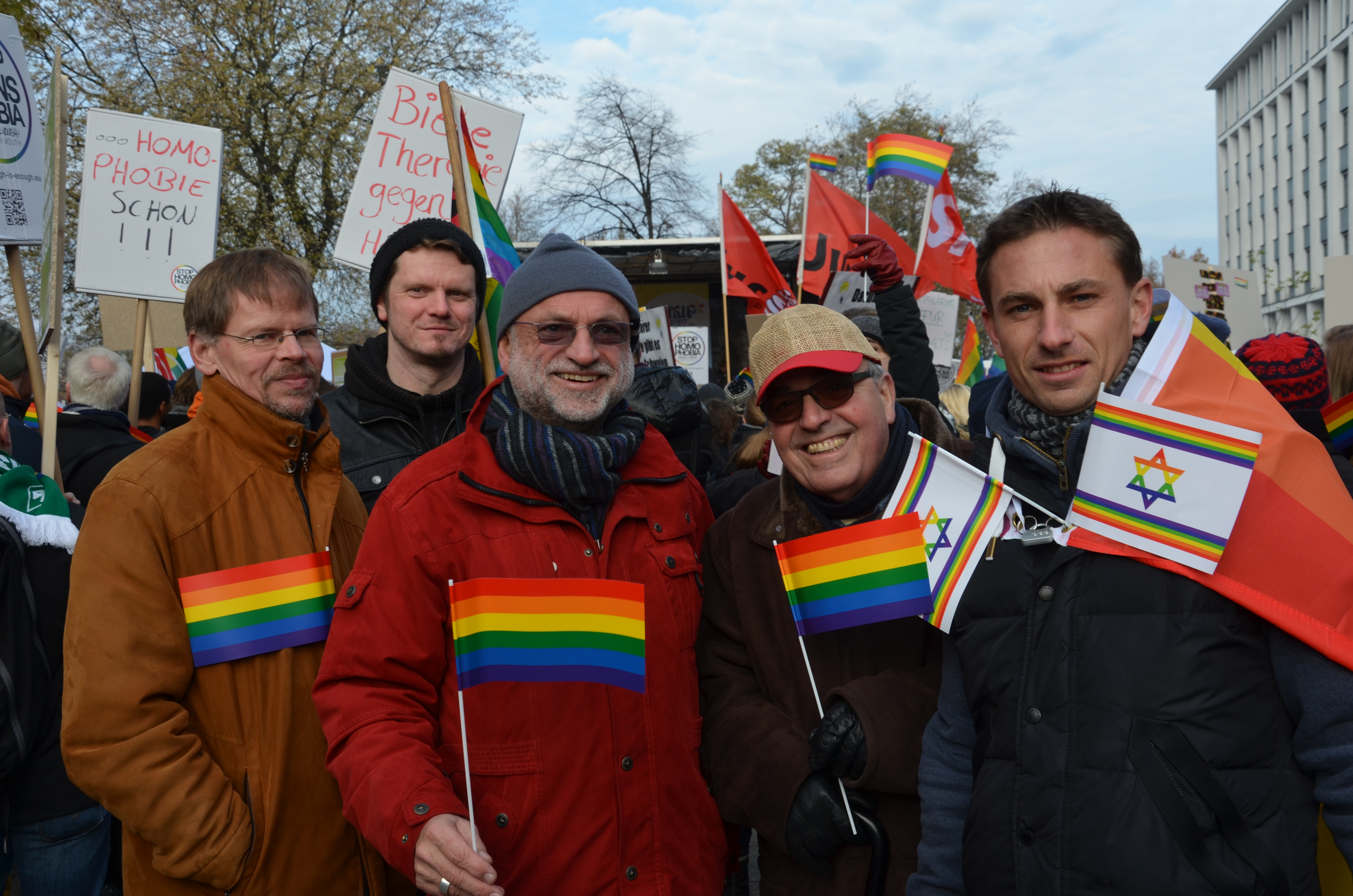
Un gruppo di ebrei tedeschi al gay pride di Hannover (2014).

### Altri punti di vista
Il capo dei rabbini britannici Jonathan Sacks ha scritto la prefazione al libro di Chaim Rapoport intitolato Judaism and Homosexuality: An Authentic Orthodox View in cui dichiara che: "la compassione, la simpatia, l'empatia e la comprensione sono elementi essenziali dell'ebraismo: sono quelli che gli ebrei omosessuali che si preoccupano dell'ebraismo hanno bisogno di noi oggi" ( Articolo in inglese. URL consultato il 29 marzo 2018 (archiviato dall'url originale il 6 settembre 2005).).
Il leader dell'ebraismo ortodosso moderno Aharon Lichtenstein ha riferito che l'intensità della condanna nei confronti dell'omosessualità da parte della comunità ortodossa va oltre quella che la sua condizione di tragressione religiosa rappresenta e che si sente verso le persone LGBT in una predisposizione "di critica e disapprovazione, ma con un elemento di simpatia".
Negli ultimi anni sia in Israele sia negli Stati Uniti d'America sono sorti diversi gruppi che cercano di sostenere coloro che si identificano come ortodossi e omosessuali con l'intento di sostenere i genitori ortodossi di figli LGBT e di promuovere la comprensione dell'omosessualità nelle comunità ortodosse e tra i rabbini. Questi includono un'"organizzazione ombrello" denominata "Eshel", la "Gay and Lesbian Yeshiva Day School Alumni Association", il gruppo femminile "OrthoDykes", il gruppo giovanile "JQYouth", il gruppo di ebrei americani con sede a Gerusalemme "Bat Kol" e il gruppo israeliano "Hod" (Maestà).
Nel corso del 2012 "Hod" ha tenuto una campagna pubblicitaria contro la terapia di conversione e a favore dell'accettazione da parte della comunità religiosa degli omosessuali israeliani. I blog e i gruppi online di supporto hanno permesso a molti di conoscere altre persone LGBT ortodosse con cui condividere il conflitto tra le norme religiose e sociali ortodosse e l'auto-identificazione LGBT.
I rabbini ortodossi Shmuley Boteach e Zev Farber hanno interrogato pubblicamente l'opposizione dei gruppi ortodossi al riconoscimento del governo dei matrimoni civili tra persone dello stesso sesso sostenendo che sebbene l'ebraismo, così come lo si capisce, non condanna l'omosessualità in sé, i governi non dovrebbero forzare alcuna concezione religiosa particolare del matrimonio e che conferire benefici civili a coppie omosessuali impegnate dovrebbe essere considerato come un promuovere i valori familiari.

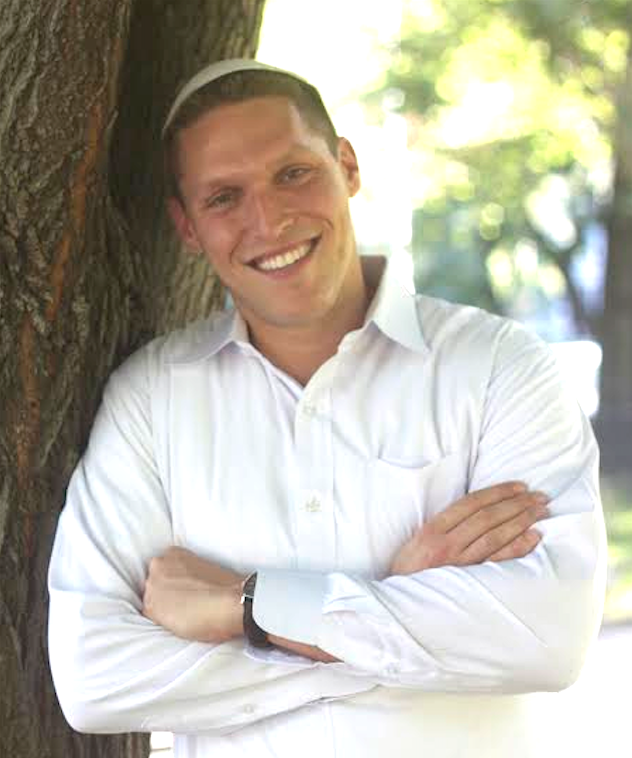
Il rabbino dell'ebraismo ortodosso Shmuly Yanklowitz sostiene apertamente il riconoscimento del matrimonio civile omosessuale e la causa dei diritti LGBT nel mondo.

L'ortodosso aperto (più vicino all'ideologia conservatrice) Rabbi Shmuly Yanklowitz ha dichiarato che i valori ebraici della giustizia, dell'uguaglianza e della dignità lo portano a sostenere la causa dei diritti LGBT nel mondo e sostenere il matrimonio civile omosessuale..
Nel novembre del 2016 decine di attivisti del movimento LGBT hanno protestato a Gerusalemme contro i commenti riferiti da Rabbi Shlomo Amar, capo rabbino della città, che riferivano ad un giornale israeliano che le persone gay erano "abominazioni" e che l'omosessualità rappresentava un "culto" pagano.

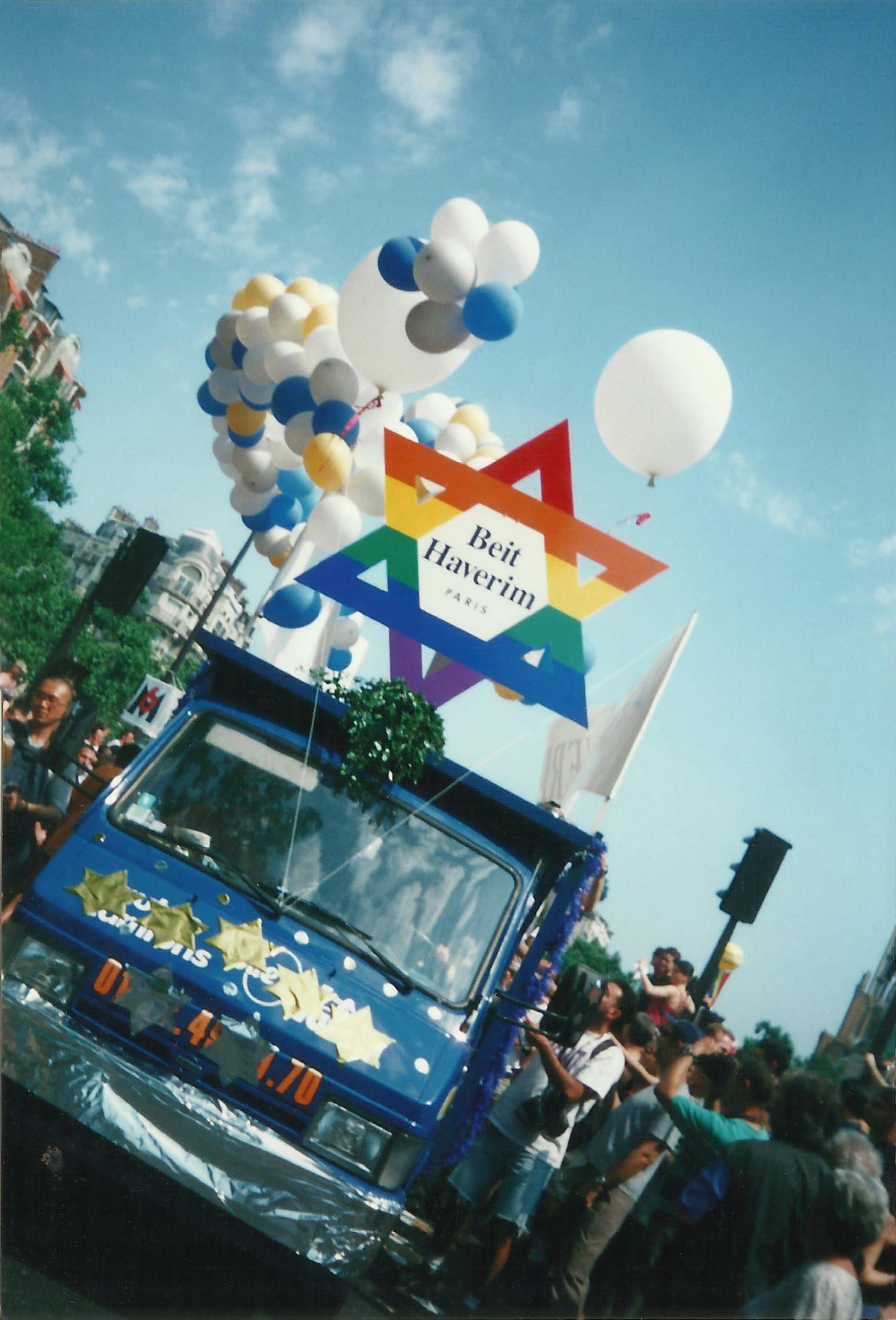
Associazione ebraica LGBT francese "Beit Haverim".

## Ebraismo conservatore
Come questione sia della legge che della politica istituzionale ebraica l'ebraismo conservatore ("Masorti") ha discusso delle questioni inerenti all'omosessualità fin dagli anni ottanta.
L'ebraismo conservatore, diffuso principalmente negli Stati Uniti d'America a partire dagli inizi XX secolo, considera che l'omosessuale non adempia ad una delle Mitzvah (precetti); ma esistono altre 612 Mitzvot nella legge mosaica e pertanto:
(Robert Kaiser,  Judaism and Homosexuality., 4 aprile 1999.)
Nonostante questa visione più liberale, l'ebraismo conservatore vieta l'ordinazione rabbinica e il matrimonio o l'unione civile tra omosessuali.
Nel 1992 la Committee on Jewish Law and Standards (CJLS), ente preposto, nell'ebraismo conservatore, all'interpretazione della legge ebraica stabilì che le ricerche scientifiche, psicologiche e biologiche circa la natura dell'omosessualità non consentivano di giudicare gli omosessuali seguendo letteralmente la Halakhah. Nel documento relativo alla posizione ufficiale della CJLS si legge quanto segue:
Non ammetteremo deliberatamente omosessuali dichiarati nelle nostre scuole teologiche o all'assemblea rabbinica o a quella dei Chazzan. Allo stesso tempo non istigheremo una caccia alle streghe contro coloro che sono già studenti o membri.
[La responsabilità] se gli omosessuali possano insegnare come maestri o educatori della gioventù nelle nostre congregazioni e scuole verrà lasciata al Rabbino autorizzato a prendere le decisioni halakhichiche della specifica istituzione del movimento conservatore. Presumibilmente, in questa come in tutte le altre materie, il rabbino effettuerà le sue scelte tenendo conto della sensibilità degli appartenenti alla sua congregazione o scuola. L'interpretazione data dal rabbino alla legge ebraica su queste questioni [...] sarà inoltre un fattore determinante in queste decisioni.
Similmente, il Rabbi di ogni istituzione del movimento conservatore, in accordo con i leader laici [della comunità], è incaricato di formulare politiche relative all'eleggibilità di omosessuali per le pratiche di culto e posizioni di leadership laica [all'interno della comunità]
In ogni caso, in accordo con le deliberazioni della Rabbinical Assembly e della United Synagogue noi siamo con la presente ad affermare che gay e lesbiche sono benvenuti nelle nostre congregazioni, gruppi giovanili, campi e scuole"»
(CJLS Consensus Statement of Policy Regarding Homosexual Jews in the Conservative Movement, 25 marzo 1992,  testo originale in inglese..)

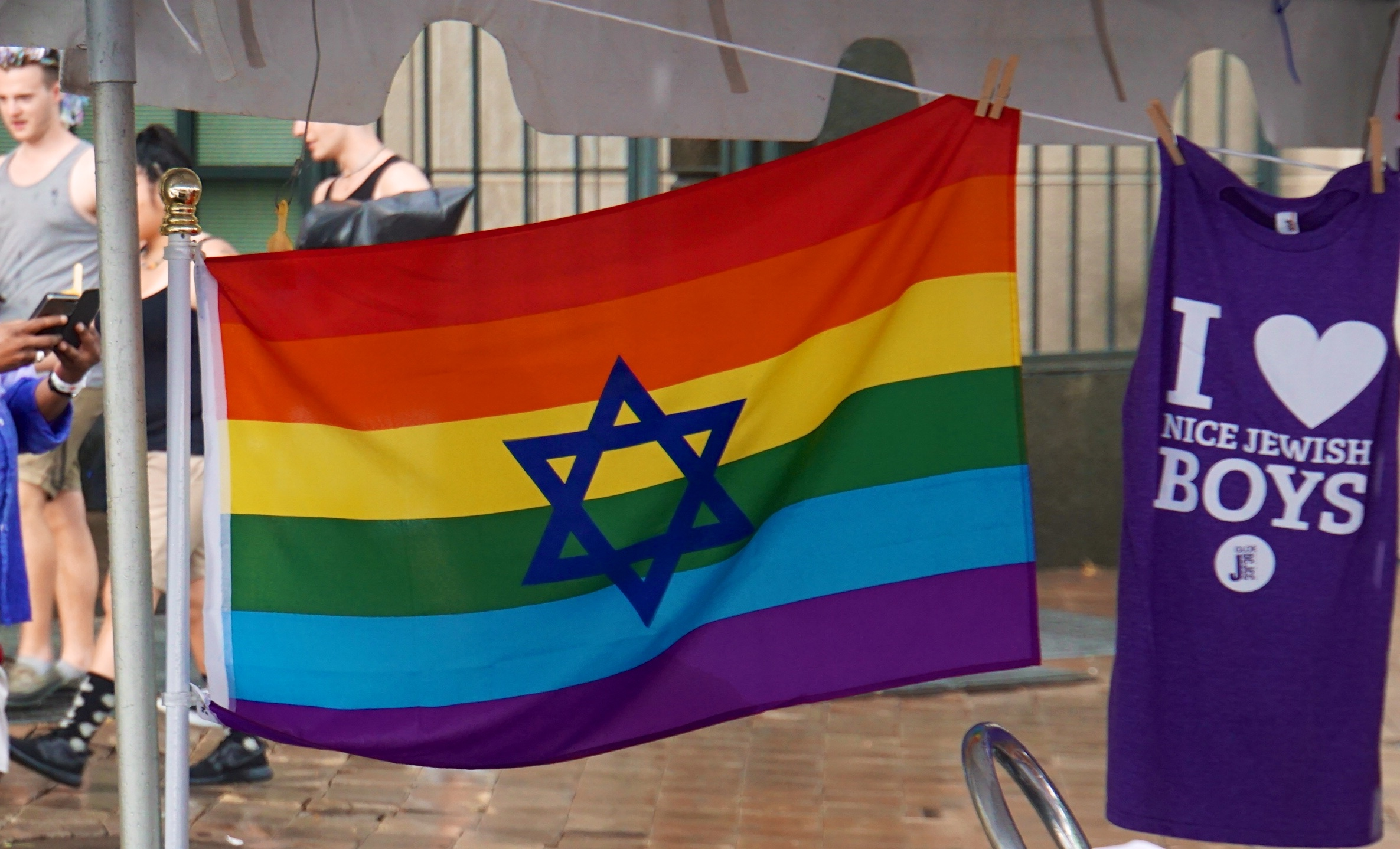
La bandiera di Israele avvolta dai colori della bandiera arcobaleno a Washington nel 2015. La scritta sulla maglietta recita: "Io amo i ragazzi ebrei carini".

Tuttavia una significativa minoranza dell'ebraismo conservatore, che include un crescente numero di rabbini, crede che bisognerebbe cambiare la posizione ebraica sull'omosessualità riportandola entro i limiti definiti dall'Halakhah. I sostenitori di questa visione includono i rabbini Elliot N. Dorff, Harold M. Schulweis, Jacob Neusner, Bradley Shavit Artson, Ayelet Cohen, J. Rolando Matalon, Marcelo R. Bronstein, Simchah Roth, Leonard Gordon e Joel Alter.
L'Assemblea Rabbinica ha emanato un documento che dichiara che l'immagine divina viene riflessa da ogni essere umano, di qualsiasi orientamento sessuale esso appartenga e ammette che ci sono buone ragioni per essere preoccupati del fatto che gay e lesbiche ebraici hanno sperimentato, non solo le costanti minacce della violenza fisica e del rifiuto omofobico, ma anche le sofferenze dell'antisemitismo. Essi notano che gli omosessuali sono membri di tutte le congregazioni ebraiche e che la crisi dell'AIDS ha esacerbato l'ansia e la sofferenza degli omosessuali ebraici. In conclusione, l'assemblea rabbinica dichiara:
Noi, l'Assemblea Rabbinica, mentre affermiamo la nostra tradizionale prescrizione per l'eterosessualità,
1. Appoggiamo la piena parità civile per gay e lesbiche nella nostra vita nazionale, e
2. Deploriamo la violenza contro gay e lesbiche nella nostra società, e
3. Reiteriamo che, in quanto tutti ebrei, gay e lesbiche sono benvenuti come membri nelle nostre congregazioni, e
4. Richiamiamo le nostre sinagoghe e i rami del nostro movimento ad aumentare la nostra consapevolezza, comprensione e preoccupazione per i nostri compagni ebrei che sono gay e lesbiche.

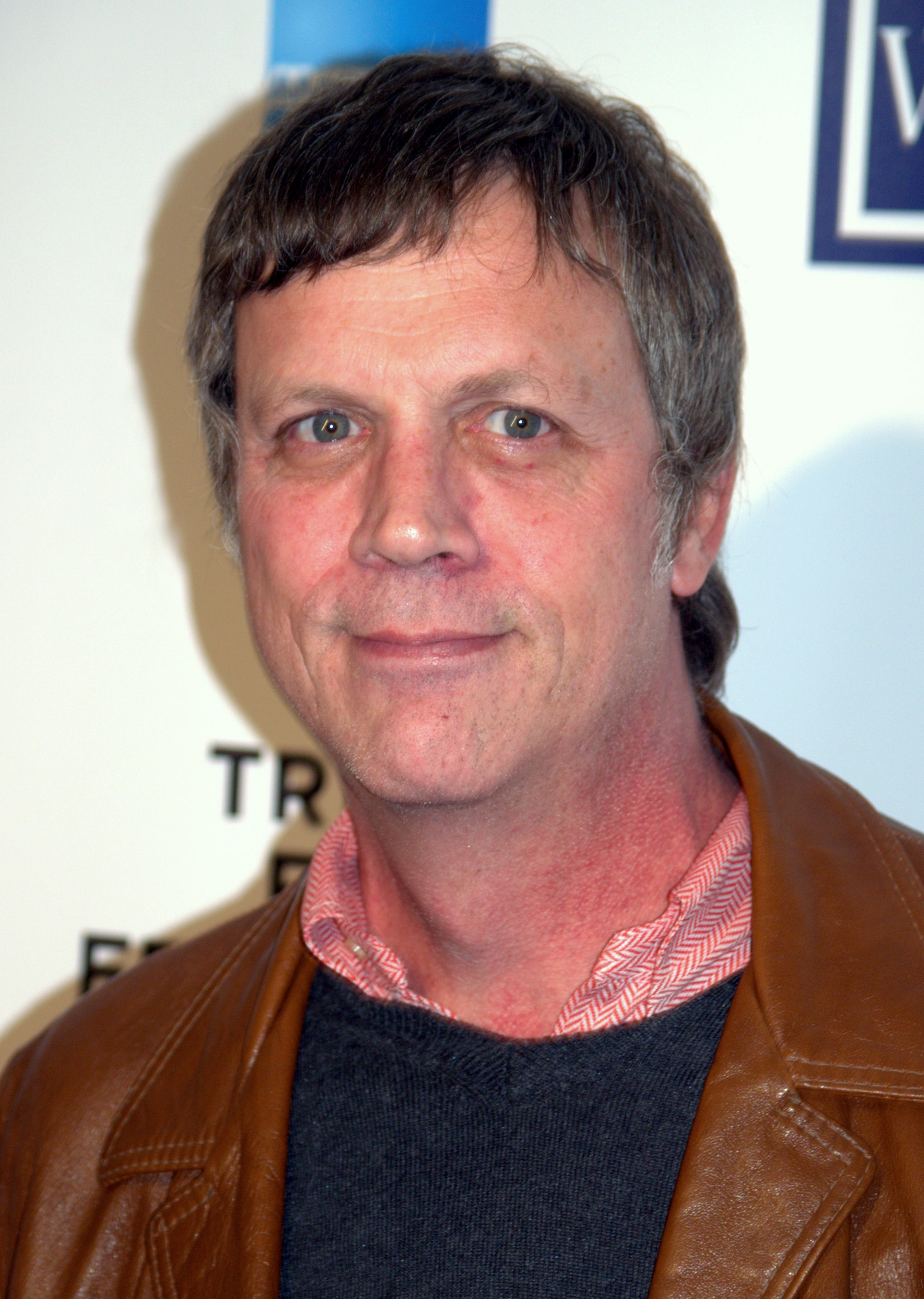
Todd Haynes e un regista, sceneggiatore e produttore cinematografico ebreo americano dichiaratamente gay.

Anche se la posizione ufficiale del movimento conservatore è che le relazioni omosessuali sono una violazione della legge ebraica, il movimento generalmente non vede tali violazioni come più o meno serie rispetto ad altre, che molti dei suoi membri potrebbero violare, come spendere soldi durante lo Shabbat o mangiare cibo non-kosher. Per questo, non c'è motivo logico per vedere l'omosessualità in modo differente dal comportamento di qualsiasi altro ebreo che non è pienamente osservante della legge e della tradizione ebraica.
In quanto tale, la Commissione sulla Sessualità Umana dell'Assemblea Rabbinica raccomanda di discutere le possibilità di integrazione degli omosessuali ebrei nelle congregazioni nella lettera pastorale del movimento conservatore che tratta di tutti gli aspetti della sessualità umana: This Is My Beloved, This Is My Friend: A Rabbinic Letter on Intimate Relations. In questo documento l'Assemblea Rabbinica raccomanda che:
(tratto da This Is My Beloved, This Is My Friend: A Rabbinic Letter on Intimate Relations.)
Nel 2006 la CJLS ha spostato la sua posizione e ha aperto la strada a cambiamenti significativi riguardo alle politiche del movimento conservatore verso l'omosessualità. Il 6 dicembre 2006 il CJLS ha adottato tre responsa distinte che riflettono approcci molto diversi al soggetto. Una risposta ha sostanzialmente liberalizzato l'approccio dell'ebraismo conservatore, che prevede il sollevamento della maggior parte (ma non tutti) dei divieti classici sul comportamento omosessuale e che consentiva la benedizione delle coppie omosessuali e l'ordinazione di un clero apertamente gay/lesbico/bisessuale.
Altre due hanno invece interamente mantenuto i divieti tradizionali. Secondo le regole del Movimento conservatore, l'adozione di più opinioni permette ai singoli rabbini conservatori, alle congregazioni e alle scuole rabbiniche di scegliere quale opinione sia meglio accettare e quindi di scegliere singolarmente se mantenere un divieto tradizionale sul comportamento omosessuale o di permettere il rabbinato per le persone apertamente gay/Lesbiche/bisessuali.

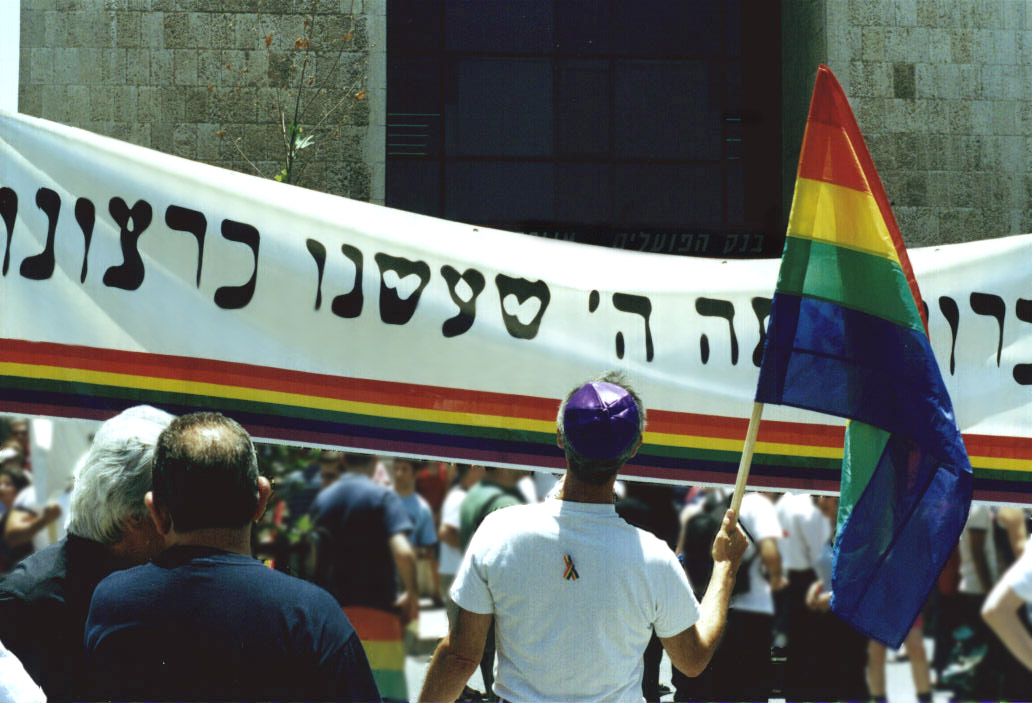
Dalla prima sfilata del gay pride tenutasi a Gerusalemme nel 2002. Lo striscione recita: "Beato tu sei Dio che ci hai fatto come strumenti della Tua volontà", una leggera variazione della preghiera religiosa femminile che viene detta al mattino.

La risposta liberale, adottata con una maggioranza di 13 a 25, è stata scritta da Rabbis Elliot N. Dorff, Daniel Nevins e Avram Reisner. Ha sollevato la maggior parte delle restrizioni sulla condotta omosessuale e ha aperto la strada all'ordinazione di rabbini e cantori apertamente gay/lesbiche/bisessuali e l'accettazione dell'unione civile omosessuale, ma ha smesso di riconoscere religiosamente il matrimonio tra persone dello stesso sesso. Il responso invocò il principio talmudico di "kavod habriyot", che gli autori tradussero come "dignità umana", come autorità per questo approccio. Il responsum ha mantenuto un divieto per il sesso anale maschio-maschio, che ha descritto come l'unico atto omosessuale proibito a livello biblico. Questo atto rimane un "yehareg ve'al ya'avor" (morire piuttosto che trasgredire).
Sono state adottate anche due responsa tradizionaliste. Una risposta da parte del rabbino Joel Roth adottata a maggioranza di 13 voti, ha ribadito un divieto totale generale sul comportamento omosessuale. Una seconda del rabbino Leonard Levy, adottata inve come parere di minoranza di 6 voti, ha delineato i modi per assicurare ai gay e alle lesbiche la dignità umana e un posto rispettato nelle comunità e nelle istituzioni conservatrici, pur mantenendo l'autorità dei tradizionali divieti contro l'attività sessuale tra persone dello stesso sesso.
Il Comitato ha infine respinto un quarto documento di Gordon Tucker che avrebbe abolito tutte le restrizioni sulle pratiche sessuali omosessuali.
Le conseguenze della decisione sono state miste. Da un lato, quattro membri del Comitato, i rabbini Joel Roth, Leonard Levy, Mayer Rabinowitz e Joseph Prouser, si sono dimessi dal CJLS dopo l'adozione del cambiamento. D'altro canto, la "Ziegler School of Rabbinic Studies" dell'"American Jewish University" di Los Angeles aveva già affermato che avrebbe immediatamente cominciato ad ammettere studenti gay/lesbiche/bisessuali non appena il comitato di legge avesse fatto promulgare una politica che sanziona tale ordinamento.. Il 26 marzo 2007 il Jewish Theological Seminary (JTS) di New York ha seguito la decisione ed ha iniziato ad accettare candidati apertamente gay/lesbiche/bisessuali per l'ammissione al loro programma di studi rabbinici.
Nel giugno del 2012 il ramo americano dell'ebraismo conservatore ha formalmente approvato le cerimonie di matrimonio tra persone dello stesso sesso con un voto di 13-0.

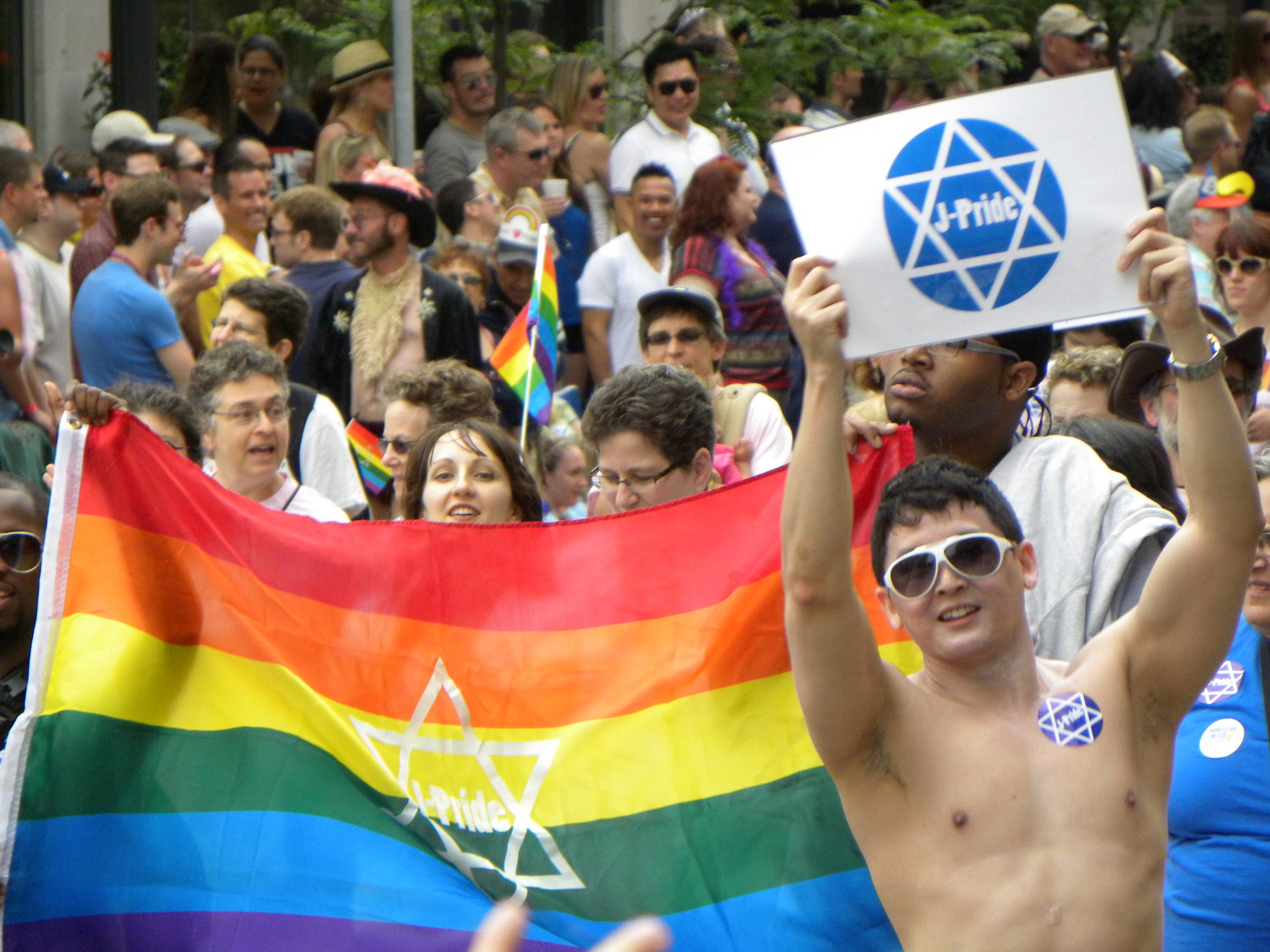
Ebrei americani a Minneapolis (2011).

Nel frattempo le sinagoghe "Masorti" in Europa e in Israele, che storicamente sono state un po' più tradizionali del movimento americano, continuano a mantenere un divieto totale nei confronti dei comportamenti omosessuali e bisessuali, dell'ordinazione e delle unioni civili. Come tale, la maggior parte dei rabbini conservatori al di fuori degli Stati Uniti esercitano la loro autorità come autorità rabbiniche locali ("mara d'atra") per respingere i responsa maggiormente liberalizzatori. Il capo del movimento Masadi israeliano "Vaad Halakha" (equivalente al CJLS), il rabbino David Golinkin, ha scritto alla CJLS chiedendo di riconsiderare il tradizionale divieto di condotta omosessuale.
I movimenti Masorti presenti in Argentina, Ungheria e Regno Unito hanno indicato che non ammetteranno o ordineranno apertamente studenti rabbinici gay/lesbiche/bisessuali. Il seminario israeliano del Movimento Masorti ha anche respinto un cambiamento nella sua visione dello status di condotta omosessuale, affermando che "la legge ebraica ha tradizionalmente proibito l'omosessualità".
Il rabbino Bradley Shavit Artson, decano della scuola rabbinica dell'"American Jewish University", sostiene di aver studiato ogni riferimento che avrebbe potuto trovare nei riguardi dell'attività omosessuale così come essa viene menzionata negli scrittori antichi greci e latini. Ogni citazione che ha trovato ha descritto un incontro tra maschi in cui una parte, il maestro, abusava fisicamente dell'altro, lo schiavo. Rabbi Artson non ha potuto trovare un singolo esempio in cui un partner non fosse sottomesso all'altro. "I rapporti omosessuali dei giorni nostri'", dice Rabbi Artson, "non devono essere paragonati a quelli esistenti nel mondo antico: conosco troppi individui omosessuali, compresi amici e parenti stretti, che si sono impegnati a vicenda nell'amare entro relazioni monogame a lungo termine. Molte coppie dello stesso sesso sono anche genitori amorevoli che suscitano un buon esempio etico sui figli. Chi dice che questi rapporti familiari debbano essere meno santificati agli occhi di Dio che quello mio con mia moglie e i nostri figli?"
Rav Shlomo Amar, sefardita rabbino capo di Gerusalemme, condannò l'uccisione di una ragazza nel gay pride di Gerusalemme del 2015, ribadendo la posizione biblica sull'omosessualità che è "in prima fila fra i peccati più gravi". Tre anni più tardi, riaffermò il divieto di ordinare religiosi omosessuali, aggiungendo riguardo alla terapia di conversione che a suo parere non è necessario alcuno psicologo, essendo sufficienti a qualsiasi creatura umana la libertà reatta dalla fede e dal timore di Dio.

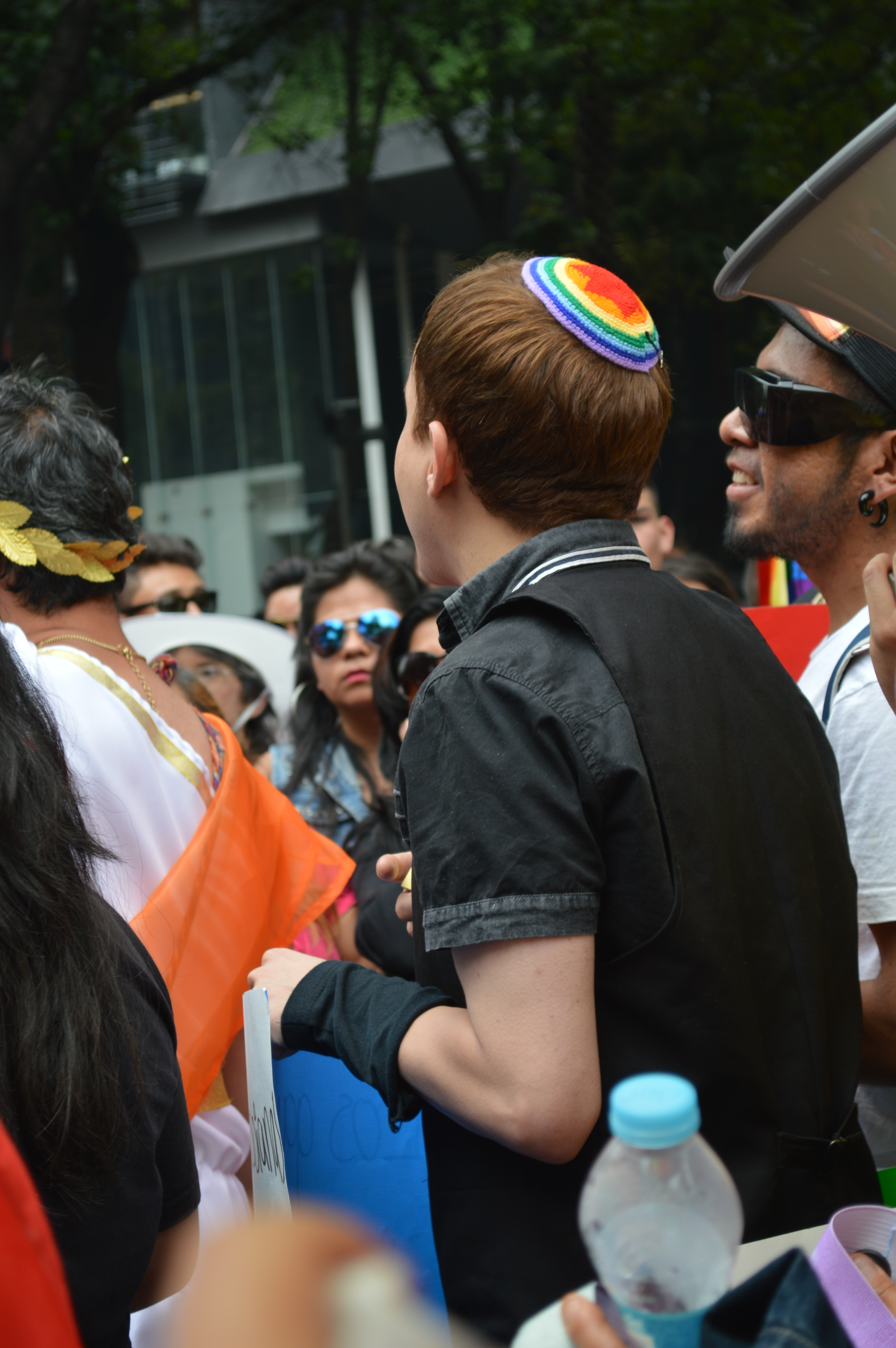
un giovane ebreo che indossa una Kippah fatta con i colori della bandiera arcobaleno al Gay pride di Città del Messico (2015).

## Ebraismo riformato
Il movimento dell'ebraismo riformato, il più ampio ramo dell'ebraismo presente in America del Nord, ha rifiutato la visione tradizionale della legge ebraica sull'omosessualità e la bisessualità; pertanto esso non vietano l'ordinazione di persone apertamente gay, lesbiche e bisessuali come rabbini e cantori. Esso considera primariamente le leggi del Libro del Levitico come riferentesi alla prostituzione, ossia una barriera ed ostacolo contro gli ebrei che avessero adottato i culti e le pratiche idolatriche del rito di fertilità della religione cananea piuttosto che una condanna dei rapporti tra persone dello stesso sesso. Le autorità competenti ritengono che, alla luce di ciò che è considerato come la prova scientifica attuale sulla natura dell'omosessualità e della bisessualità come orientamento sessuale innato, è necessaria una nuova interpretazione della legge.
Nel 1972 "Beth Chayim Chadashim" di Los Angeles è stata la prima sinagoga a livello mondiale esplicitamente gay e lesbica riconosciuta dalla comunità ebraica riformata; essa ha prodotto tutta una serie di altre congregazioni non ortodosse che si stabiliscono lungo strade analoghe. Beth Chayim Chadashim si rivolge a tutt'oggi sull'intera comunità del movimento LGBT.
Nel 1977 la "Conference of American Rabbis" (CCAR), che è l'organismo principale dell'Union for Reform Judaism, ha adottato una risoluzione che chiede una legislazione che decriminalizzi gli atti omosessuali tra adulti consenzienti e la fine della discriminazione contro i gay e le lesbiche. La risoluzione ha invitato le organizzazioni ebraiche della riforma a sviluppare programmi per attuare questa posizione.
Alla fine degli anni ottanta il seminario principale del movimento riformato, l'"Hebrew Union College-Jewish Institute of Religion", ha modificato i propri requisiti di ammissione per consentire a persone apertamente gay e lesbiche di aderire al corpo studentesco.

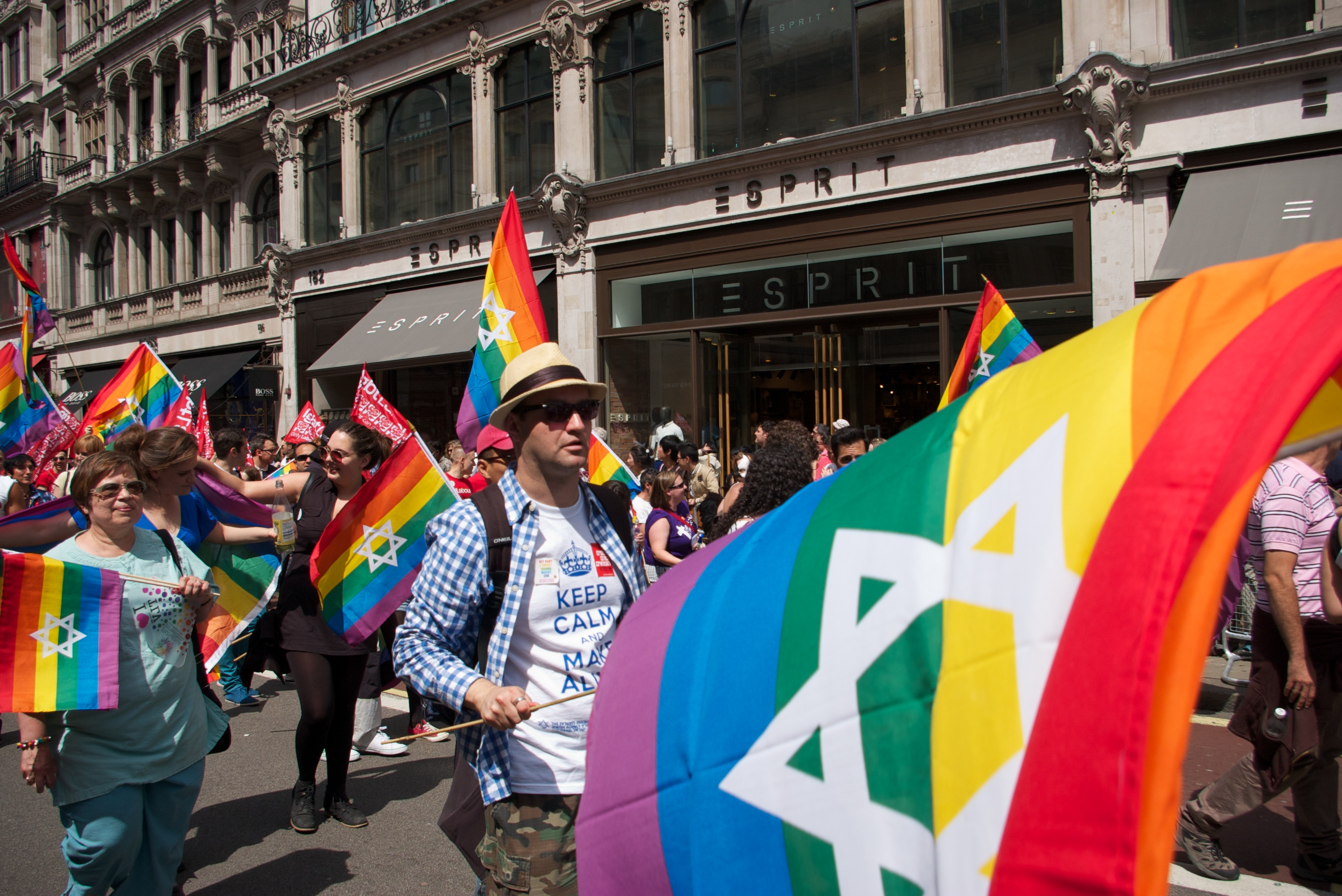
Ebrei al gay pride di Londra del 2013.

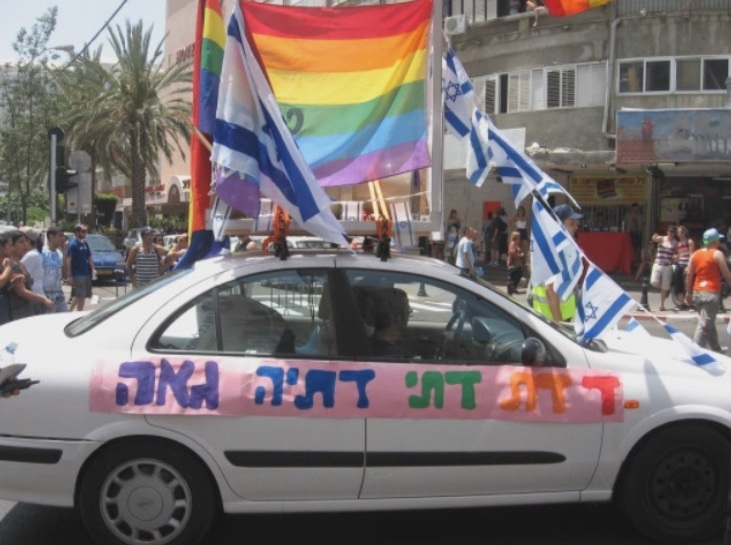
Gay pride di Tel Aviv nel 2010.

Nel 1990 l'"Union for Reform Judaism" ha annunciato una politica nazionale che dichiara che gli ebrei lesbiche e gay sono membri pieni e con uguali diritti della comunità religiosa; in quello stesso anno il CCAR ha approvato ufficialmente una relazione del proprio "Comitato ad hoc sull'omosessualità e il rabbinato". Questo documento ufficiale ha sollecitato che "tutti i rabbini, indipendentemente dall'orientamento sessuale, abbiano l'opportunità di soddisfare la vocazione sacra che hanno scelto". La commissione ha approvato il punto di vista che "tutti gli ebrei sono religiosamente uguali indipendentemente dal loro orientamento sessuale".

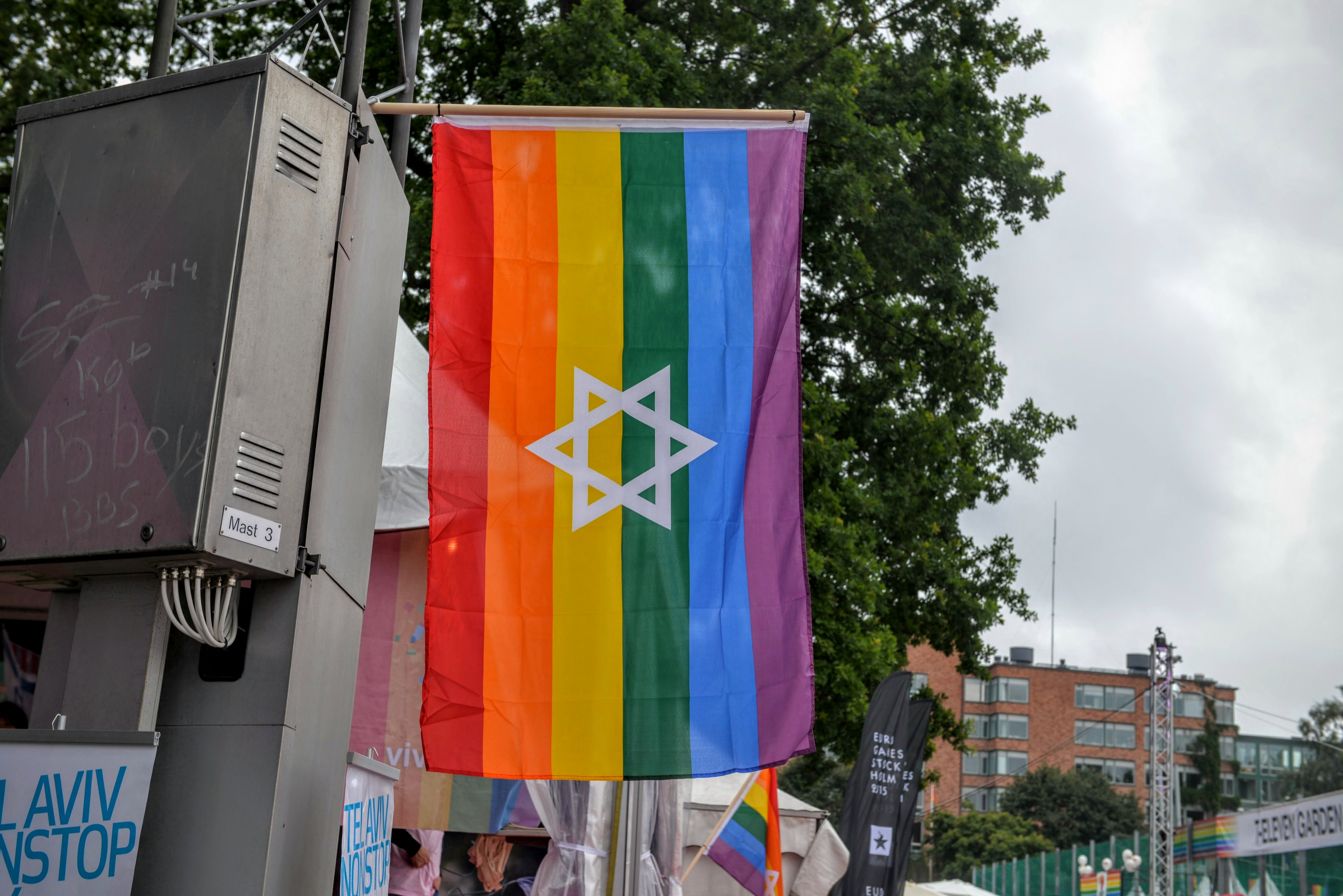
La bandiera arcobaleno con la stella di David al gay pride di Stoccolma del 2015.

Nel 1995 il saggio della rabbina Margaret Wenig intitolato Truly Welcoming Lesbian and Gay Jews è stato pubblicato nella collana The Jewish Condition: Essays on Contemporary Judaism Honoring [Reform] Rabbi Alexander M. Schindler; costituisce la prima argomentazione ufficiale rivolta alla comunità ebraica a favore dell'unione civile per le coppie omosessuali.
Nel 1996 il CCAR ha approvato una risoluzione che approva il matrimonio civile tra persone dello stesso sesso; tuttavia, questa stessa risoluzione ha anche fatto però una distinzione tra matrimoni civili e matrimoni religiosi; questa risoluzione ha così affermato:
- Tuttavia possiamo comprendere l'omosessualità sia come disfunzione basata geneticamente o come preferenza sessuale e stile di vita, ma non possiamo accogliere il rapporto di due omosessuali come un "matrimonio" nel contesto dell'ebraismo, poiché nessuno degli elementi di "qiddushin" (santificazione) normalmente associata al matrimonio può essere invocata per questa relazione[62].
- La Conferenza Centrale dei rabbini americani supporta il diritto delle coppie gay e lesbiche a condividere pienamente e ugualmente i diritti del matrimonio civile
- Il CCAR si oppone ai tentativi governativi di impedire il matrimonio gay e lesbico.
- Questa rappresenta una questione di diritto civile, ed è pertanto separata dalla questione dell'ufficio rabbinico per tali matrimoni.

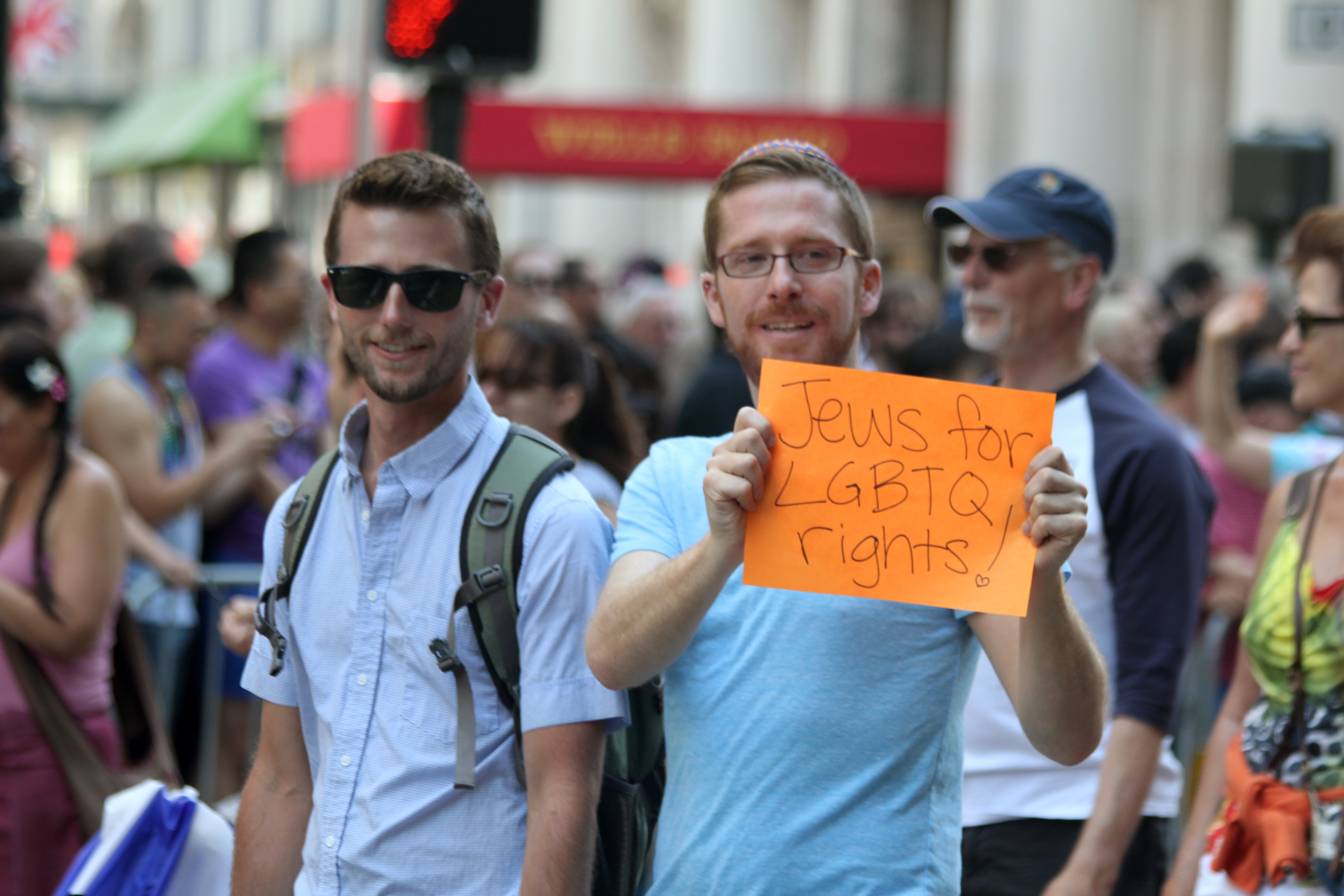
Ebrei a favore dei diritti LGBT nel mondo a Berkeley.

Nel 1998 una "Commissione ad hoc sulla sessualità umana" ha emesso la sua relazione di maggioranza (11 a 1, 1 astensione) la quale ha affermato che la santità all'interno di un matrimonio ebraico "può essere presente anche nell'impegno assunto tra persone dello stesso sesso" e che "queste relazioni possono servire come fondamento di stabilità anche per tutte le altre famiglie ebraiche, aggiungendo così forza all'intera comunità". La relazione ha chiesto al CCAR di sostenere i rabbini nel celebrare i matrimoni omosessuali. In quello stesso anno il "Responsa Committee" del CCAR ha emesso una lunga ed articolata opinione rabbinica che ha offerto argomentazioni dettagliate a sostegno di entrambe le posizioni; se cioè un rabbino possa officiare o meno ad una cerimonia d'impegno reciproco per le coppie omosessuali.

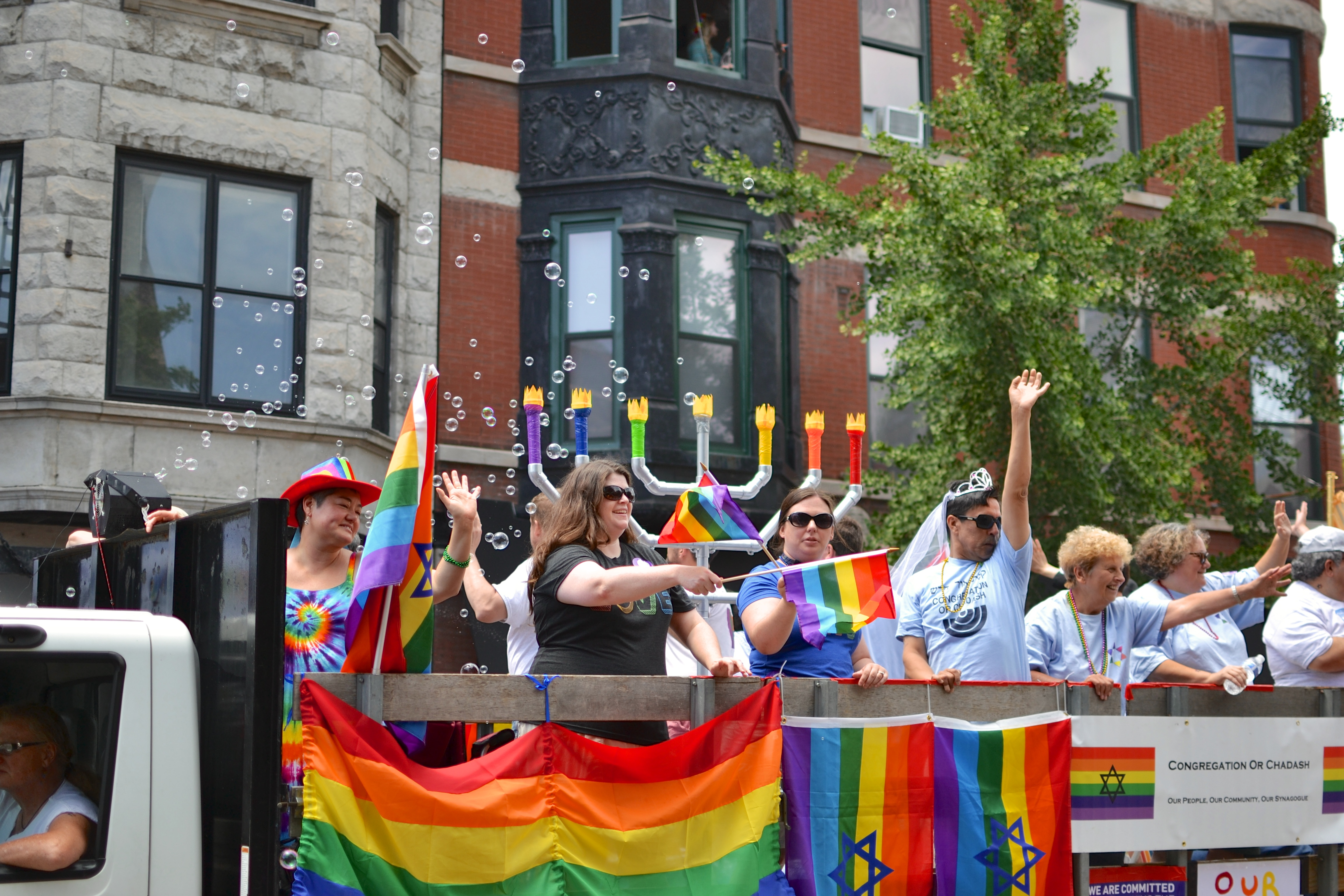
La Menorah con i colori della bandiera arcobaleno a Chicago nel 2013.

Nel marzo del 2000 il CCAR ha emesso una nuova risoluzione la quale afferma che sulla questione "del rapporto di una coppia ebrea omosessuale degna di affermazione attraverso un appropriato rituale ebraico è riconosciuta la divergenza di opinioni all'interno delle nostre file; pertanto sosteniamo la decisione di coloro che scelgono di officiare nei riti dell'unione per le coppie dello stesso sesso e sosteniamo anche la decisione di coloro che non lo fanno".
Sempre nel 2000 l'"Hebrew Union College-Jewish Institute of Religion" ha istituito l'"Institute for Judaism, Sexual Orientation & Gender Identity" per "educare gli studenti sulle questioni lesbiche, gay, bisessuali e transgender e per aiutarli a sfidare ed eliminare l'omofobia e l'eterosessismo; per imparare ad avere strumenti per poter trasformare le comunità che incontrano ad essere sempre più inclusive ed accoglienti nei confronti degli ebrei LGBT". Questo è il primo ed unico istituto del suo genere nel mondo ebraico.
Nel 2003 l'"Union for Reform Judaism" ha retroattivamente applicato la sua politica sui diritti dei gay e delle lesbiche anche alla comunità bisessuale e transessuale, emanando una risoluzione intitolata Support for the Inclusion and Acceptance of the Transgender and Bisexual Communities.
In quello stesso anno le donne dell'ebraismo riformato hanno rilasciato una dichiarazione che descrive il loro sostegno ai diritti umani e civili e alle lotte delle comunità bisessuali e transessuali, affermando: "le donne del riformismo ebraico chiedono la protezione dei diritti civili da ogni forma di discriminazione contro gli individui bisessuali e transgender, chiede che tale legislazione consenta agli individui transgender di essere considerati legalmente sotto l'identità di genere a cui sentono di appartenere e invita le sorelle a tenere programmi informativi sulle comunità transessuali e bisessuali".

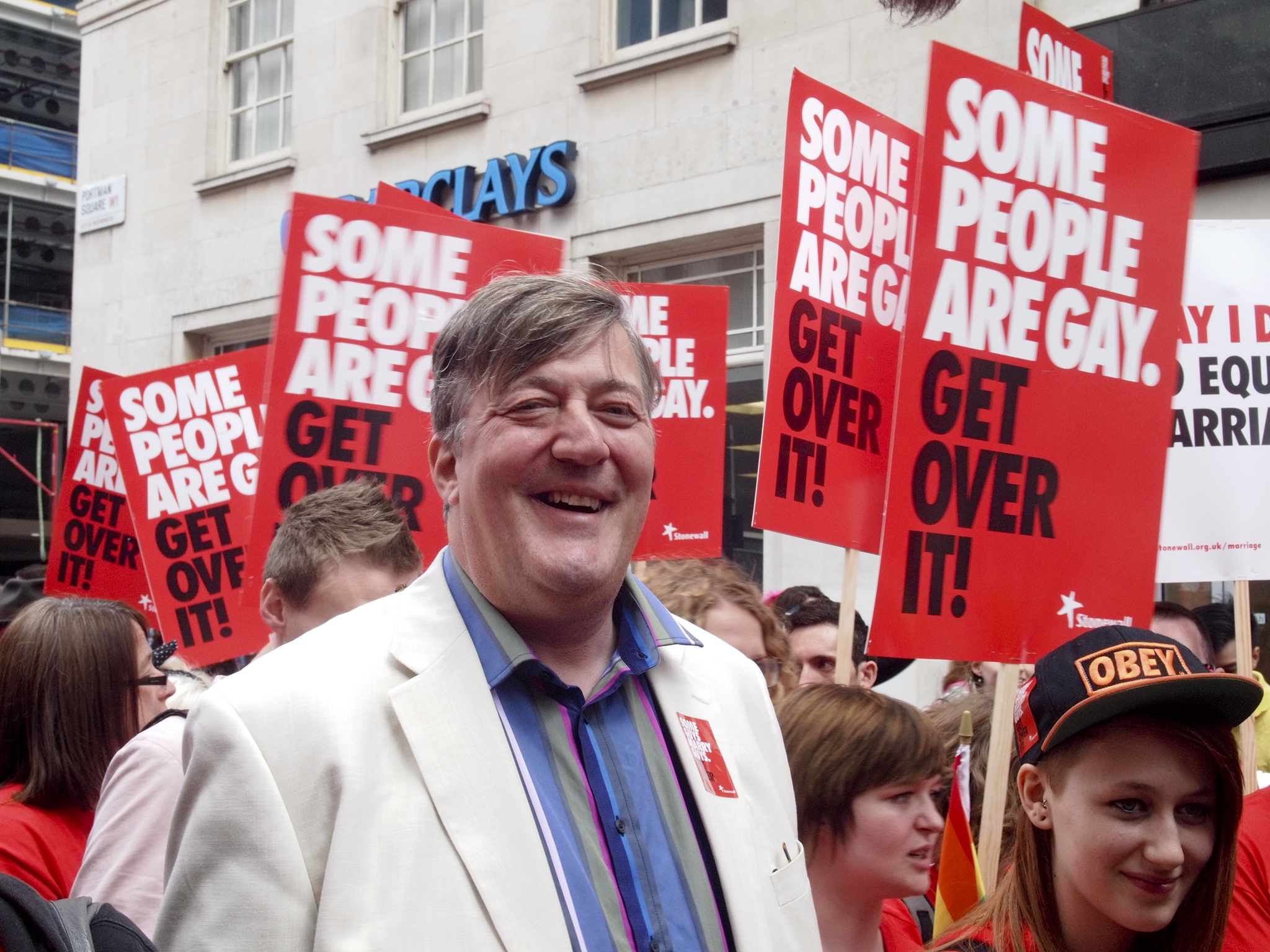
L'attore ebreo britannico Stephen Fry al "World Pride" londinese del 2012.

Nel 2009 è stato pubblicato Siddur Sha'ar Zahav, il primo libro di preghiera completo per affrontare le vite e i bisogni sia degli ebrei LGBTQ praticanti sia di quelli eterosessuali.
Nel 2014 il CCAR ha aderito ad una causa che impugna il divieto espresso dalla Carolina del Nord al matrimonio tra persone dello stesso sesso, la prima aperta opposizione di una fede in America contro i divieti delle nozze tra coppie omosessuali.
Ariel Naveh fu nel 2014 il primo studente rabbinico dichiaratamente omosessuale a concludere i propri studi all'Hebrew Union College di Cincinnati, dopo aver trascorso il primo anno a Gerusalemme.
Nel 2015 la rabbina Denise Eger è diventata la prima presidentessa apertamente lesbica del CCAR.
In quello stesso anno è stato pubblicato il libro di preghiera ebraica Mishkan HaNefesh (santuario dell'anima); esso sostituisce un verso del precedente libro di preghiera del movimento riformato Cancelli del pentimento, che menzionava specificamente la gioia di una sposa e dello sposo, con il verso "gioia delle coppie sotto la tenda del matrimonio" aggiungendovi anche una terza opzione riferita al modo in cui i fedeli sono chiamati nella Torah, oltre al tradizionale maschile "dalla casa del figlio" anche il femminile "figlia".
Sempre nel 2015, la rivista ebraica The Forward menzionò la rabbina Lisa Grushcow, canadese a capo del tempio Emanu-El-Beth Sholom di Montreal, come una delle più influenti personalità dell'ebraismo statunitense, in quanto divorziata e madre di due figlie, e fra le poche donne in Canada giunte ad occupare il ruolo di rabbino capo.
Nel 2019 Daniel Landes, ex direttore del Pardes Institute of Jewish Studies di Gerusalemme e di New York, fondatore del movimento Yashrut, fu la prima persona dichiaratamente gay ad essere ordinata come rabbino ortodosso. Nel mese di luglio ordinò rabbino dell'ebraismo ortodosso uno studente omosessuale, al quale la yeshivah da lui frequentata aveva negato questa possibilità.

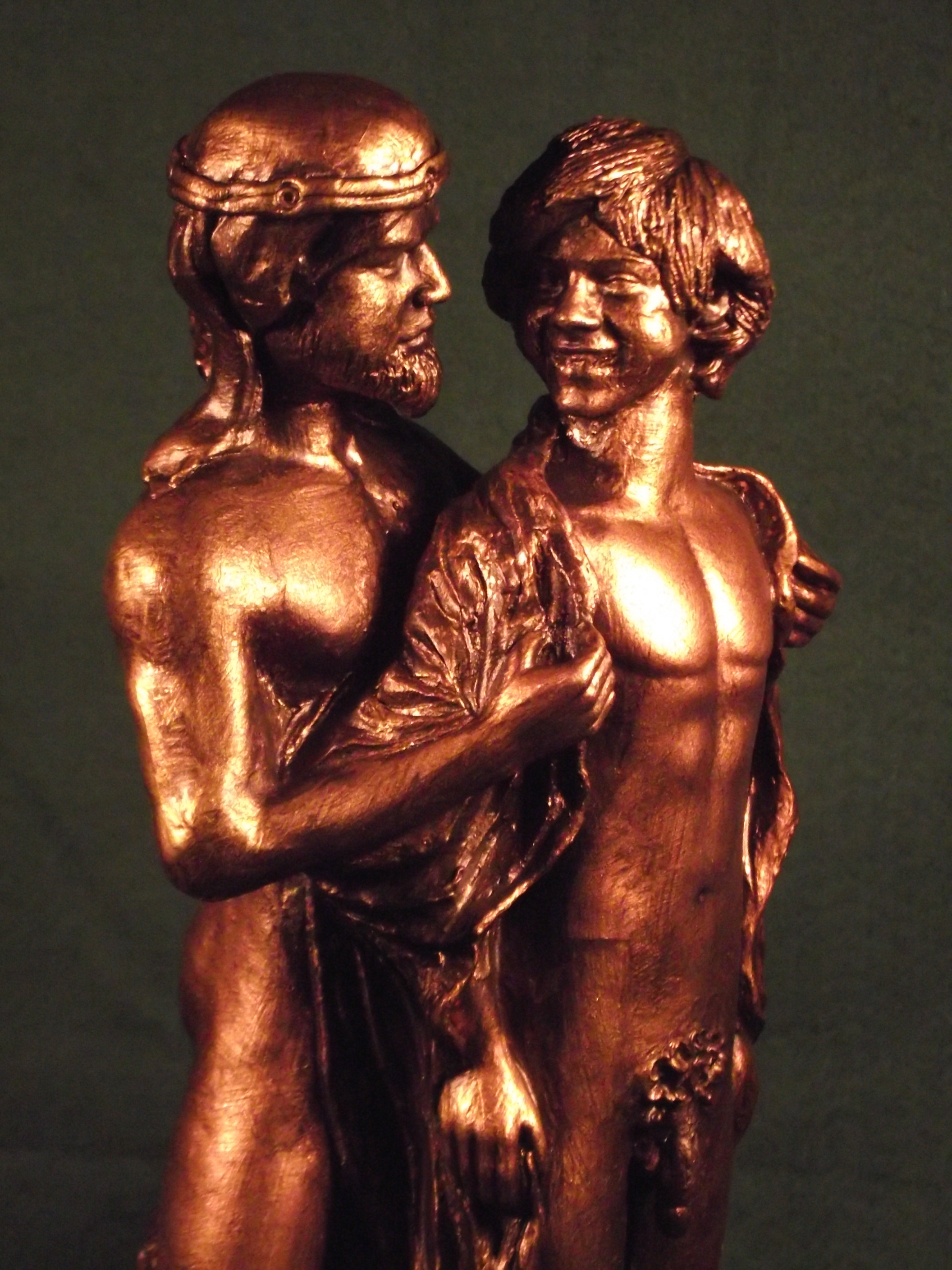
Scultura di Malcolm Lidbury con il re Davide assieme al suo intimo e carissimo amico il principe Gionata (2016).

## Ebraismo ricostruzionista
Il movimento dell'ebraismo ricostruzionista vede l'omosessualità e la bisessualità come espressioni normali della sessualità e accoglie i gay, i bisessuali e le lesbiche nelle comunità ricostruzioniste per partecipare pienamente a tutti gli aspetti della vita comunitaria. Dal 1985 il Reconstructionist Rabbinical College ha ammesso apertamente i candidati gay, bisessuali e lesbiche ai loro programmi rabbinici e cantoriali. Nel 1993 una commissione apposita ha fatto pubblicate Homosexuality and Judaism: The Reconstructionist Position.
La "Reconstructionist Rabbinical Association" (RRA) incoraggia i suoi membri a eseguire i matrimoni e le cerimonie di impegno tra persone dello stesso sesso, anche se la RRA non richiede ai suoi membri di officiarvi. Nel 2007 l'Associazione ha eletto come suo presidente Rabbi Toba Spitzer, la prima persona apertamente LGBT scelta per dirigere un'associazione rabbinica negli Stati Uniti.
Nel 2013 l'Associazione ha eletto il presidente Rabbi Jason Klein, il primo uomo dichiaratamente gay scelto per dirigere un'associazione rabbinica nazionale di una delle principali denominazioni ebraiche negli Stati Uniti. [70]
Sempre nel 2013 la donna rabbino Deborah Waxman è stata eletto presidente del "Reconstructionist Rabbinical College"; ella è la prima donna e la prima lesbica dichiarata a guidare un'unione congregazionale ebraica ed il primo rabbino e la prima lesbica a guidare un seminario ebraico. Il Collegio è difatti sia un'unione congregazionale che un seminario.

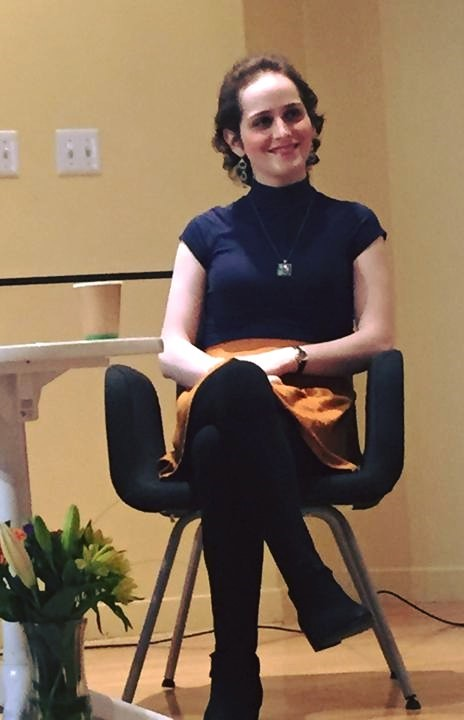
Abby Stein è un'attivista transgender precedentemente appartenente al chassidismo.

## Rinnovamento giudaico
Il rinnovamento giudaico è un movimento recente che cerca di rilanciare l'ebraismo moderno con pratiche di kabbalah, di chassidismo, musicali e meditative; si descrive come "un movimento mondiale e transdenominazionale fondato sulle tradizioni profetiche e mistiche del giudaismo". Il movimento ordina persone di tutti gli orientamenti sessuali sia come rabbini sia come Chazzan (cantori).
Nel 2005 Eli Cohen è diventato il primo rabbino dichiaratamente gay ordinato dal movimento, seguito da Chaya Gusfield e da Lori Klein nel 2006, che sono diventati le prime due donne rabbino apertamente lesbiche ordinate dal movimento. Nel 2007 Jalda Rebling, nata ad Amsterdam e ora residente in Germania, è diventata la prima Chazzan apertamente lesbica ordinata dal movimento..
Nel 2011 l'attivista dei diritti bisessuali Debra Kolodny è stata ordinata come rabbino dal movimento e assunto alla carica per la congregazione "P'nai Or" di Portland.
La "Dichiarazione dei principi" promossa da "ALEPH", dall'"alleanza per il rinnovamento ebraico", da "OHALAH" e dall'"Associazione Pastori rabbinici" afferma: "accogliamo e riconosciamo la santità di ogni individuo indipendentemente dall'orientamento sessuale o dall'identità di genere. Riconosciamo le espressioni rispettose e reciproche della sessualità umana tra adulti come espressioni potenzialmente sacre dell'amore divino e pertanto ci sforziamo di accogliere una serie di costellazioni di relazioni intime e di forme familiari, tra cui le relazioni gay, lesbiche e eterosessuali, nonché le persone che scelgono di rimanere single".

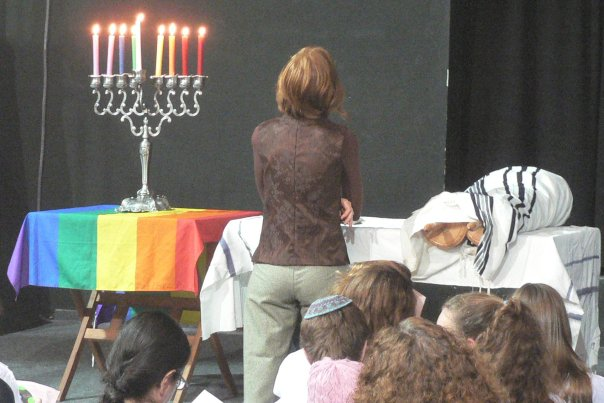
Un gay pride ortodosso egualitario; minian tenutosi a Tel Aviv il secondo Shabbat di Chanukkah con la bandiera arcobaleno sul tavolino che sostiene la Menorah.

## Ebraismo laico umanista
L'ebraismo laico umanista è un movimento che offre un'alternativa di nonteismo all'interno della vita ebraica contemporanea. Nel 2004 la "Society for Humanistic Judaism" ha emesso una risoluzione che sostiene "il riconoscimento giuridico del matrimonio e del divorzio tra gli adulti dello stesso sesso", affermando inoltre "il valore del matrimonio tra due adulti impegnati con il suo senso di obblighi, responsabilità e conseguenze".
Nel 2010 si impegnarono a parlare contro il bullismo omofobico. L'Associazione dei rabbini umanistici ha anche rilasciato una dichiarazione pro-LGBT intitolata In sostegno di diverse sessualità e identità di genere; essa è stata adottata nel 2003 e pubblicata nel 2004.

## Attività pro-LGBT
I sostenitori ebraici dei diritti LGBT nel mondo e il rabbinato simpatizzante hanno creato diverse istituzioni all'interno della vita comunitaria per ospitare i parrocchiani gay, lesbiche, bisessuali e transgender. "Beth Chayim Chadashim", fondato nel 1972 a West Los Angeles, è stata la prima sinagoga esplicitamente orientata al mondo LGBT e riconosciuta dall'ebraismo riformato; essa ha portato alla creazione di una serie di congregazioni non-ortodosse su linee simili, tra cui la "Congregation Beit Simchat Torah " a New York, "Bet Mishpachah" a Washington e "Congregation Or Chadash" a Chicago. Beth Chayim Chadashim si concentra ora sull'intero movimento LGBT, piuttosto che solo sui gay e sulle lesbiche.
Sono stati creati anche servizi e cerimonie LGBT specifiche interne alla cultura religiosa ebraica, che vanno dall'Haggadah per Pesach ad uno speciale "Shabbat Seder di Stonewall Inn".
Nell'ottobre del 2012 è stato lanciato un progetto di storia orale che illustra la vita di persone ebree bisessuali, lesbiche, gay e transgender nel Regno Unito dal 1950 fino ai giorni nostri; si tratta del primo archivio britannico di storia bisessuale, lesbica, gay e transgender ebraica.

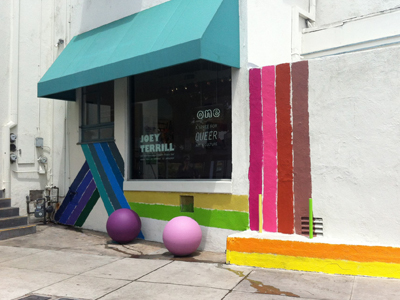
La sede del "ONE National Gay & Lesbian Archives".

Il "ONE National Gay & Lesbian Archives" di West Hollywood - fondato nel 1952 - possiede, tra l'altro, la "Twice Blessed Collection"; essa è costituita da materiali che documentano l'esperienza ebrea lesbica, gay, bisessuale e transgender tra il 1966 e il 2000, raccolti dagli "Jewish Gay, Lesbian, Bisexual, and Transgender Archives" fondati e gestiti da Johnny Abush".
La ricerca recente compiuta dalla specializzata in psicologia socioculturale, professoressa Chana Etengoff del "Barnard College", ha evidenziato i vantaggi terapeutici delle petizioni LGBTQ rivolte ai leader religiosi, compresi la formazione di senso, l'azione sociale, la rappresentanza e l'empowerment.

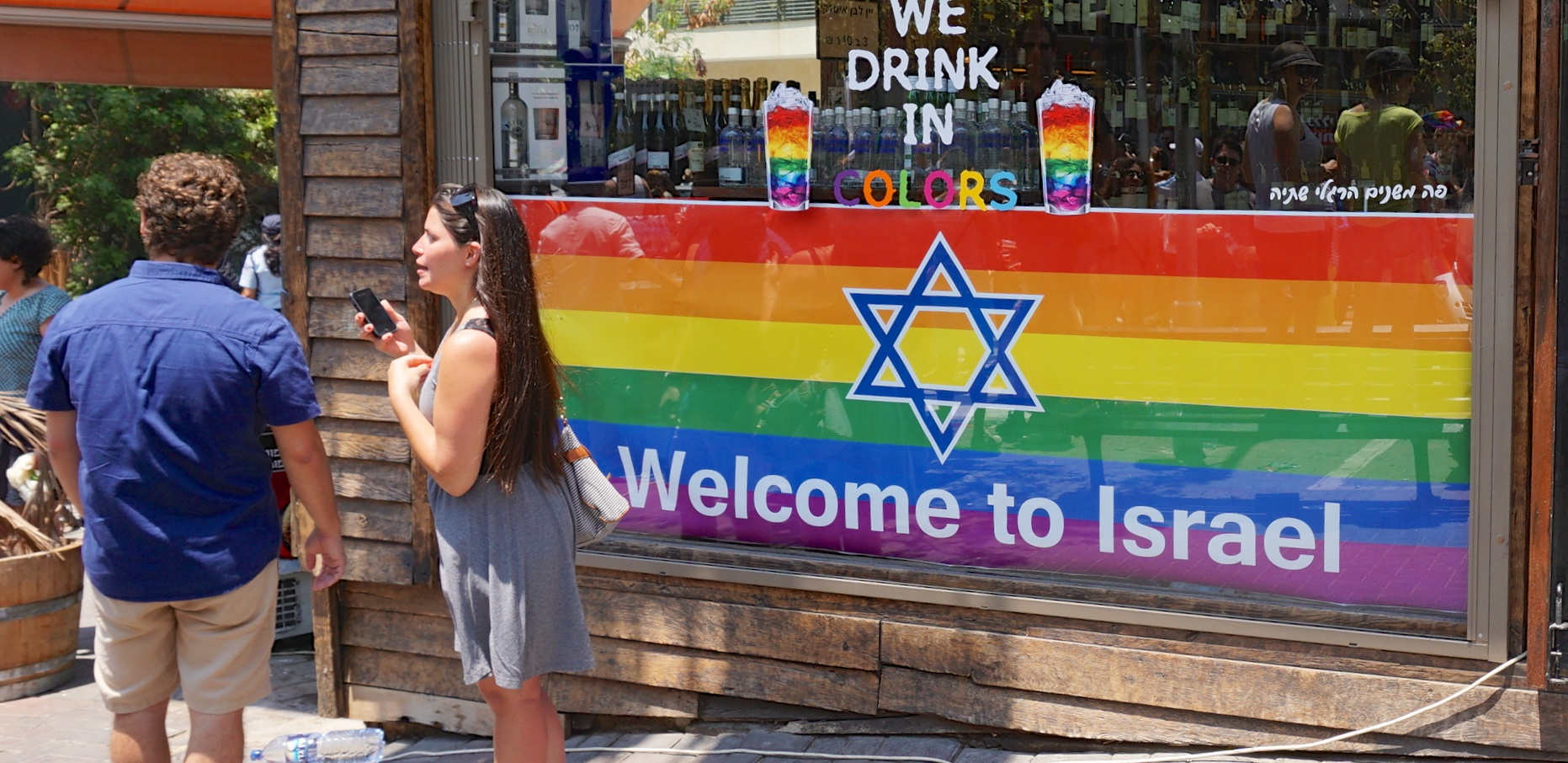
"Welcome to Israel" al gay pride di Tel Aviv del 2014.

Il doppio triangolo con cui si designavano gli ebrei omosessuali durante l'Olocausto.